# Fraxinus
Fraxinus Tourn. ex L., 1753 è un genere di piante angiosperme appartenenti alla famiglia delle Oleacee che comprende circa 60 specie di alberi o arbusti, originari delle zone temperate dell'emisfero settentrionale. È l'unico genere della tribù Fraxininae Wallander & V.A.Albert, 2000.

## Etimologia
Il nome del genere (Fraxinus) risale al latino classico usato già da Virgilio e in tempi più moderni dal botanico francese Joseph Pitton de Tournefort (Aix-en-Provence, 5 giugno 1656 – Parigi, 28 dicembre 1708); ma potrebbe discendere anche dal verbo greco "frassein" ( = assiepare). Il nome scientifico del genere è stato definito da Linneo (1707 – 1778), nella pubblicazione "Species Plantarum - 1057" del 1753; mentre il nome scientifico della sottotribù è stato definito dai botanici contemporanei Eva Wallander e Victor Anthony Albert nella pubblicazione "American Journal of Botany 87(12): 1827–1841. 2000." del 2000.

## Descrizione

### Portamento

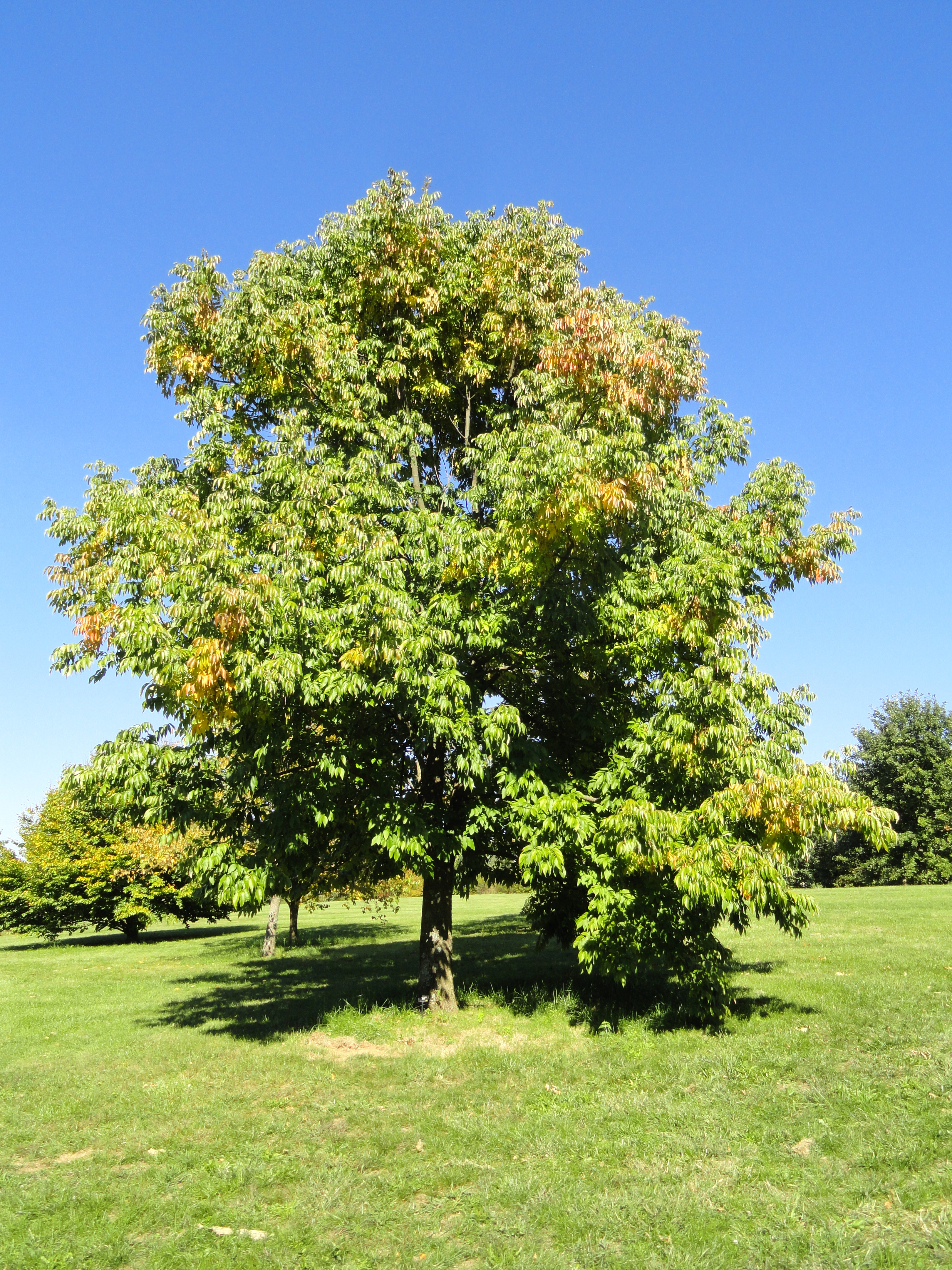
Il portamento
Fraxinus americana

Il portamento delle specie di questo genere è arboreo (raramente arbustivo). Alcune specie sono dioiche, androdioiche, poligame o normalmente ermafrodite. La forma biologica è fanerofita arborea (P scap), ossia sono piante legnose con portamento arboreo e gemme poste ad altezze dal suolo superiori ai due metri  (fino a 30 - 40 metri della specie Fraxinus excelsior); ma sono presenti anche fanerofite cespugliose (P caesp) che sono piante perenni e legnose, con gemme svernanti poste ad un'altezza dal suolo maggiore di 30 cm con portamento cespuglioso.

### Foglie

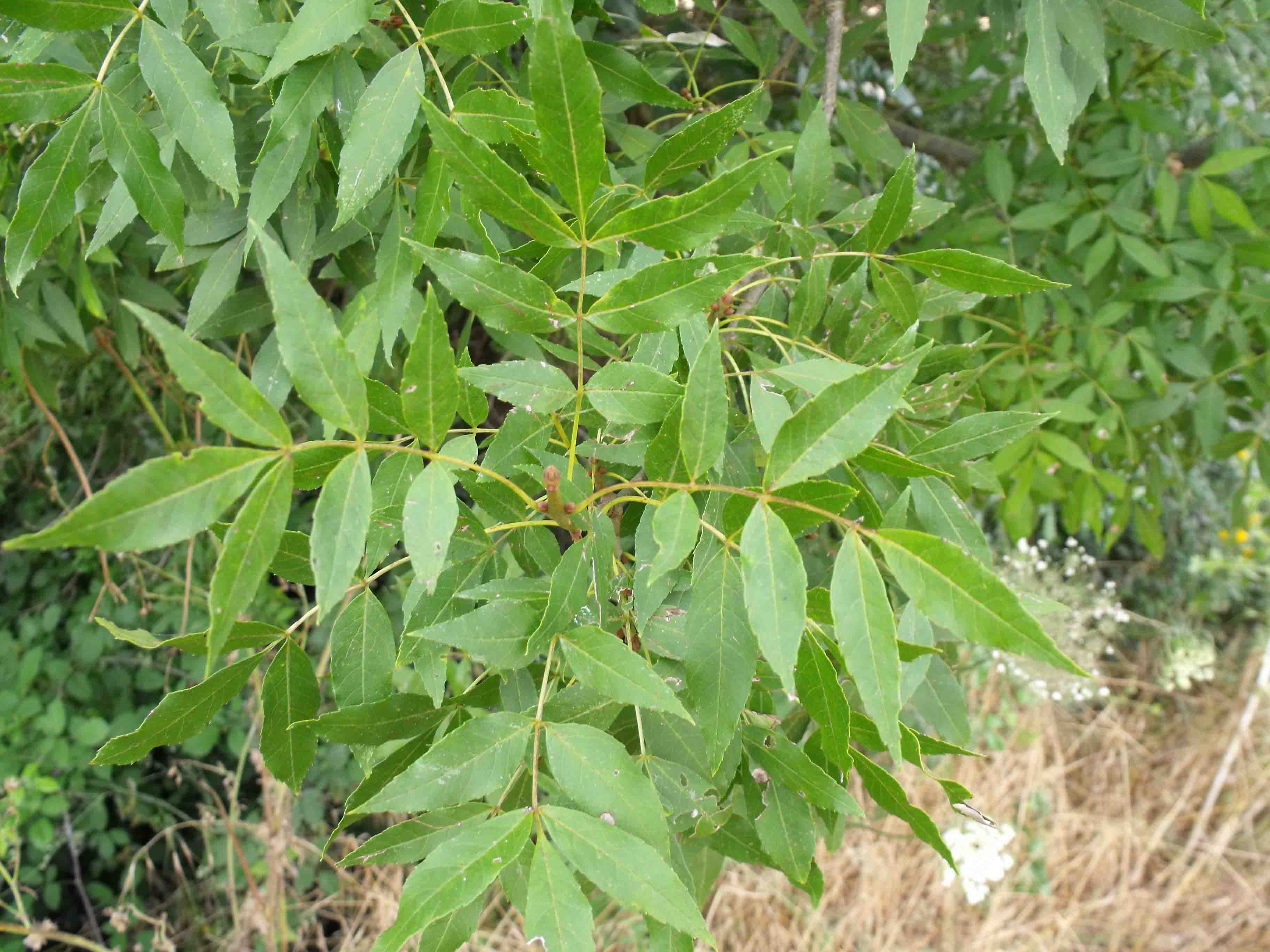
Le foglie
Fraxinus angustifolia

Le foglie lungo il caule sono disposte in modo opposto, sono decidue (raramente sempreverdi), sono picciolate e prive di stipole. La lamina è a forma pennata (imparipennata fino a 15 segmenti o meno spesso trifogliata), raramente è semplice.

### Infiorescenze
Le infiorescenze sono di tipo agglomerato o panicolato, sia ascellare che terminale. Sono presenti delle brattee da lineari a lanceolate.

### Fiori

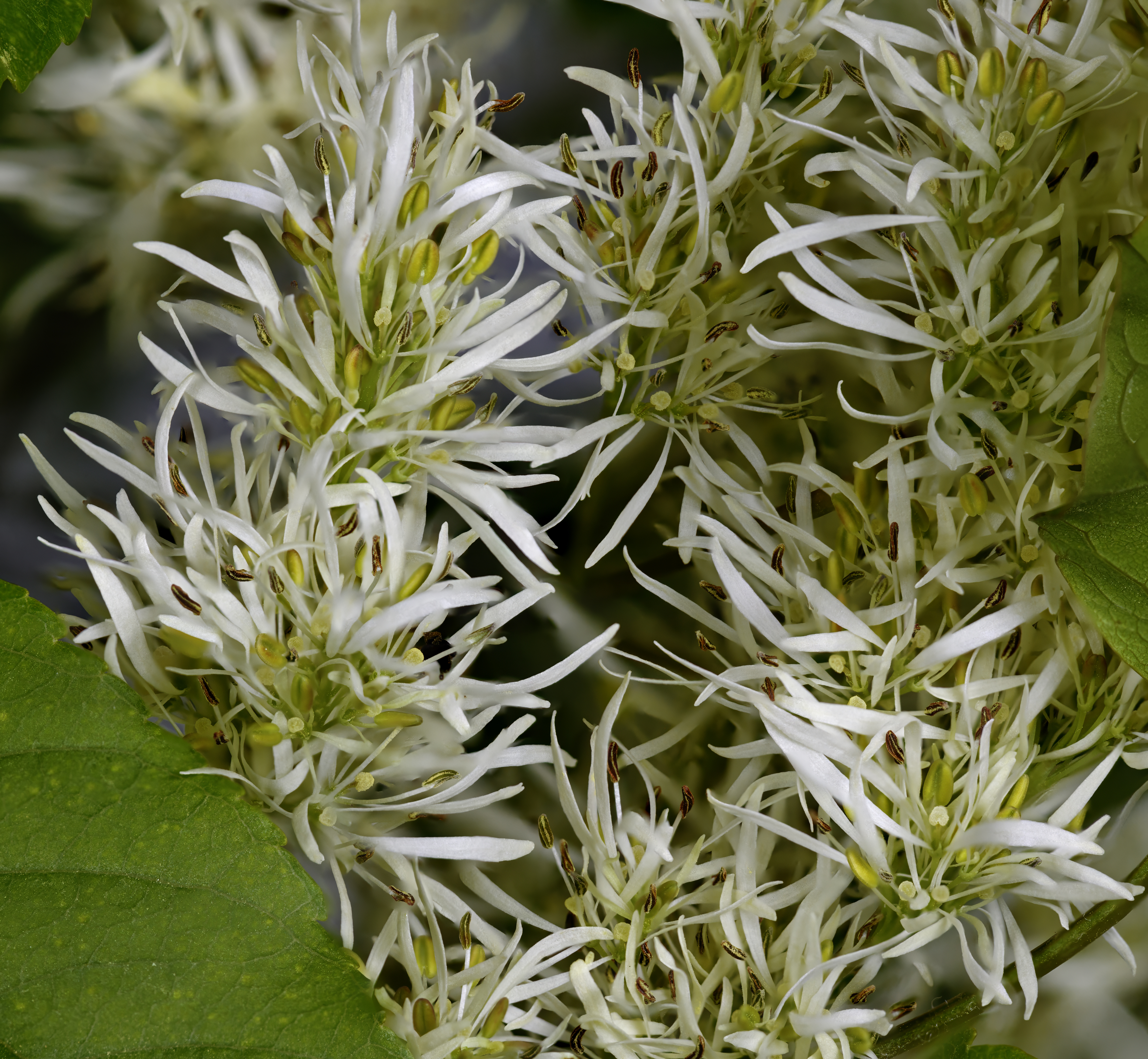
I fiori
Fraxinus cuspidata

I fiori sono ermafroditi (o anche unisessuali), attinomorfi e tetraciclici (ossia formati da 4 verticilli: calice– corolla – androceo – gineceo) e tetrameri (ogni verticillo ha 4 elementi). In questi fiori a volte il calice o la corolla può essere mancante (sono allora fiori "nudi").
- Formula fiorale. Per la famiglia di queste piante viene indicata la seguente formula fiorale:[9][10]

* K (4), [C (4), A 2], G (2), supero, samara.
- Il calice è assente oppure ha una forma campanulata e termina con più o meno 4 lobi.

- La corolla è assente oppure ha 2 - 4 petali quasi liberi (saldati solamente alla base). Il colore dei petali in genere è bianco o giallastro.

- L'androceo è formato da 2 stami (raramente 4) ipogini (adnati all'ovario). I filamenti sono brevi e sporgono all'antesi. Le antere sono formate da due teche con deiscenza longitudinale. Il polline è tricolpato.

- Il gineceo è bicarpellato (sincarpico - formato dall'unione di due carpelli) ed ha un ovario supero, biloculare con due ovuli penduli per loculo. Lo stilo è unico, breve e termina con due stigmi.

### Frutti

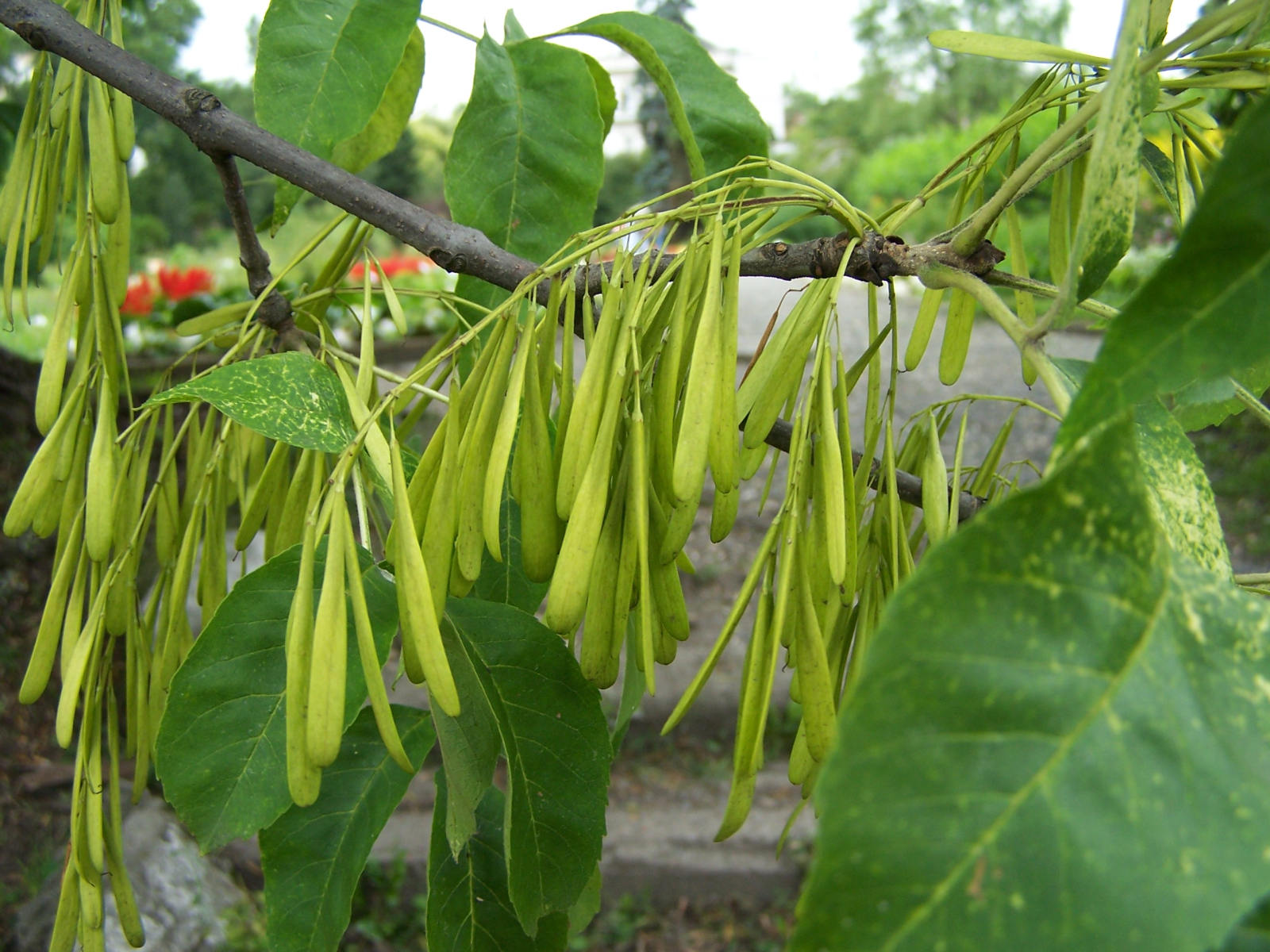
I frutti
Fraxinus pensylvanica

Il frutto è una samara appiattita con un'unica ala terminale (allungata nella direzione apicale) e contenente un seme a forma ovale-oblunga. L'endosperma è carnoso.

## Biologia
Le specie di questo genere si riproducono per impollinazione entomogama o per impollinazione anemogama.
I semi, dopo aver eventualmente percorso alcuni metri a causa del vento (dispersione anemocora), cadendo a terra sono dispersi soprattutto da insetti tipo formiche (mirmecoria).

## Distribuzione e habitat
Le specie di questo gruppo hanno generalmente una crescita rapida, riuscendo a sopravvivere in condizioni ambientali difficili come zone inquinate, con salsedine o forti venti, resistendo bene anche alle basse o elevate temperature. In genere il loro habitat si trova nelle regioni temperate e subtropicali dell'emisfero settentrionale, ma anche tropicali come il Messico, Cuba, Giava e le Filippine. Le specie più diffuse in Italia sono il Fraxinus excelsior conosciuto col nome comune di Frassino maggiore; il Fraxinus ornus noto come Orno o Orniello, utilizzato per la produzione della manna e chiamato comunemente anche Frassino da manna o Albero della manna; Fraxinus angustifolia noto col nome di Frassino meridionale (Fraxinus oxycarpa Bieb. nella "Flora d'Italia").

## Tassonomia
La famiglia delle Oleaceae comprende 27 generi e circa 600 specie con distribuzione cosmopolita dalle regioni tropicali fino a quelle temperate.. Il genere Fraxinus appartiene alla tribù Oleeae.
Il numero cromosomico delle specie di questo genere è: 2n = 46.

### Sistematica del genere
Le specie del genere tradizionalmente sono suddivise in base alla struttura dei fiori e ai rapporti cronologici tra l'inizio della fioritura e la comparsa delle foglie:
- A) infiorescenze con fiori con corolla sia ermafroditi (perfetti) che poligami riuniti in pannocchie terminali che compaiono insieme alle foglie o dopo (sezione Ornus);
- B) infiorescenze con fiori privi di corolla ma con calice che nascono da gemme ascellari prive di foglie; i fiori quindi nascono prima delle foglie (sezione Leptalix);
- C) infiorescenze con fiori privi di calice (sezione Fraxinaster).

Le sezioni a loro volta sono suddivise in sottosezioni. Le specie spontanee italiane appartengono alla prima sezione (sottosezione Euornus per la specie F. ornus) e alla terza sezione (sottosezione Bumelioides per le specie F. excelsior e F. angustifolia).

### Filogenesi

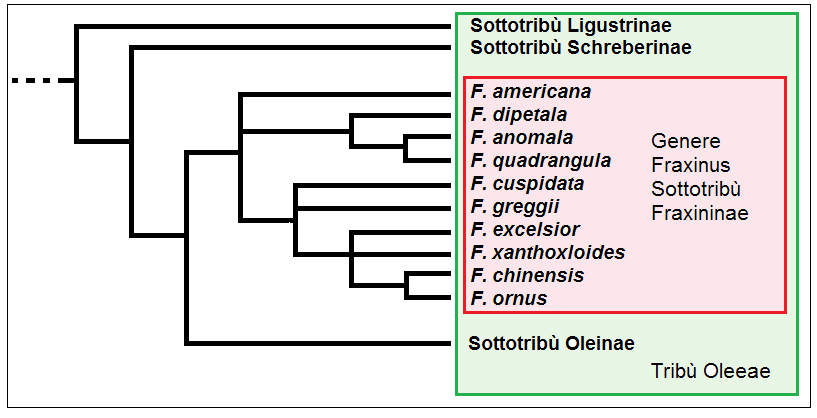
Cladogramma del genere

Nell'ambito della tribù Oleeae, la sottotribù Fraxininae dal punto di vista filogenetico occupa una posizione più interna e risulta "gruppo fratello" della sottotribù Oleinae. La sottotribù Fraxininae (e quindi il suo unico genere Fraxinus) è monofiletica. La monofilia è comprovata, oltre che dai dati molecolari, anche dai dati morfologici. Le specie di Fraxinus sono caratterizzate dalle grandi foglie pennate e dai frutti tipo samara (ad esempio nell'ambito della famiglia le fibre dell'ala terminale "corrono" longitudinalmente, mentre nelle altre specie sono perpendicolari-oblique).
Il cladogramma tratto dallo studio citato (e semplificato) mostra l'attuale struttura filogenetica di alcune specie del genere.

### Specie
Il genere comprende le seguenti specie:
- Fraxinus albicans Buckley
- Fraxinus americana L.
- Fraxinus angustifolia Vahl
- Fraxinus anomala Torr. ex S.Watson
- Fraxinus apertisquamifera H.Hara
- Fraxinus baroniana Diels
- Fraxinus berlandieriana A.DC.
- Fraxinus bornmuelleri Lingelsh.
- Fraxinus × borzae Georgescu & Tutunaru
- Fraxinus bungeana A.DC.
- Fraxinus caroliniana Mill.
- Fraxinus × cataubiensis Ashe
- Fraxinus chiisanensis Nakai
- Fraxinus chinensis Roxb.
- Fraxinus cuspidata Torr.
- Fraxinus depauperata (Lingelsh.) Z.Wei
- Fraxinus dimorpha Coss. & Durieu
- Fraxinus dipetala Hook. & Arn.
- Fraxinus excelsior L.
- Fraxinus ferruginea Lingelsh.
- Fraxinus floribunda Wall.
- Fraxinus gooddingii Little
- Fraxinus greggii A.Gray
- Fraxinus griffithii C.B.Clarke
- Fraxinus hookeri Wenz.
- Fraxinus hubeiensis S.Z.Qu, C.B.Shang & P.L.Su
- Fraxinus × hybrida Lingelsh.
- Fraxinus insularis Hemsl.
- Fraxinus lanuginosa Koidz.
- Fraxinus latifolia Benth.
- Fraxinus longicuspis Siebold & Zucc.
- Fraxinus malacophylla Hemsl.
- Fraxinus mandshurica Rupr.
- Fraxinus micrantha Lingelsh.
- Fraxinus nigra Marshall
- Fraxinus odontocalyx Hand.-Mazz. ex E.Peter
- Fraxinus ornus L.
- Fraxinus pallisae Wilmott
- Fraxinus papillosa Lingelsh.
- Fraxinus paxiana Lingelsh.
- Fraxinus pennsylvanica Marshall
- Fraxinus platypoda Oliv.
- Fraxinus potosina Brandegee
- Fraxinus pringlei Lingelsh.
- Fraxinus profunda (Bush) Bush
- Fraxinus punctata S.Y.Hu
- Fraxinus purpusii Brandegee
- Fraxinus quadrangulata Michx.
- Fraxinus raibocarpa Regel
- Fraxinus reflexiflora Lundell
- Fraxinus × rehderiana Lingelsh.
- Fraxinus rufescens Lingelsh.
- Fraxinus schiedeana Schltdl. & Cham.
- Fraxinus sieboldiana Blume
- Fraxinus sogdiana Bunge
- Fraxinus stenolepis Urusov
- Fraxinus stylosa Lingelsh.
- Fraxinus suaveolens W.W.Sm.
- Fraxinus trifoliolata W.W.Sm.
- Fraxinus uhdei (Wenz.) Lingelsh.
- Fraxinus × veltheimii Dieck ex Bean
- Fraxinus velutina Torr.
- Fraxinus xanthoxyloides (G.Don) Wall. ex A.DC.

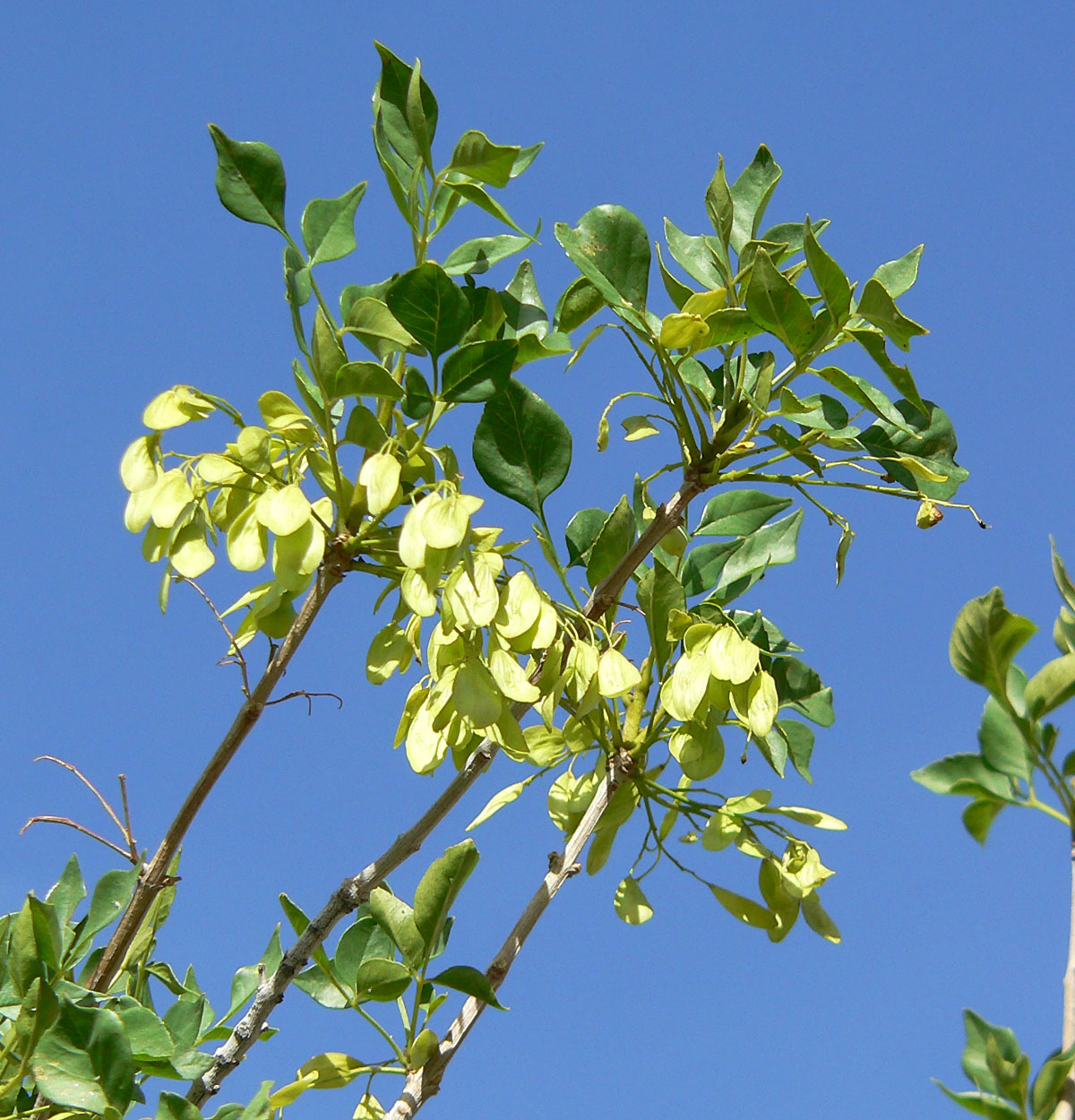
Fraxinus anomala
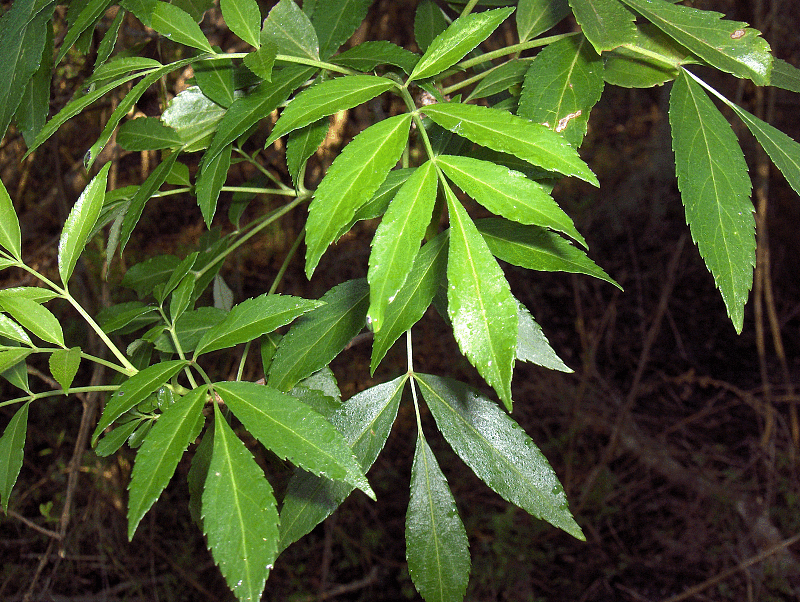
Fraxinus caroliniana
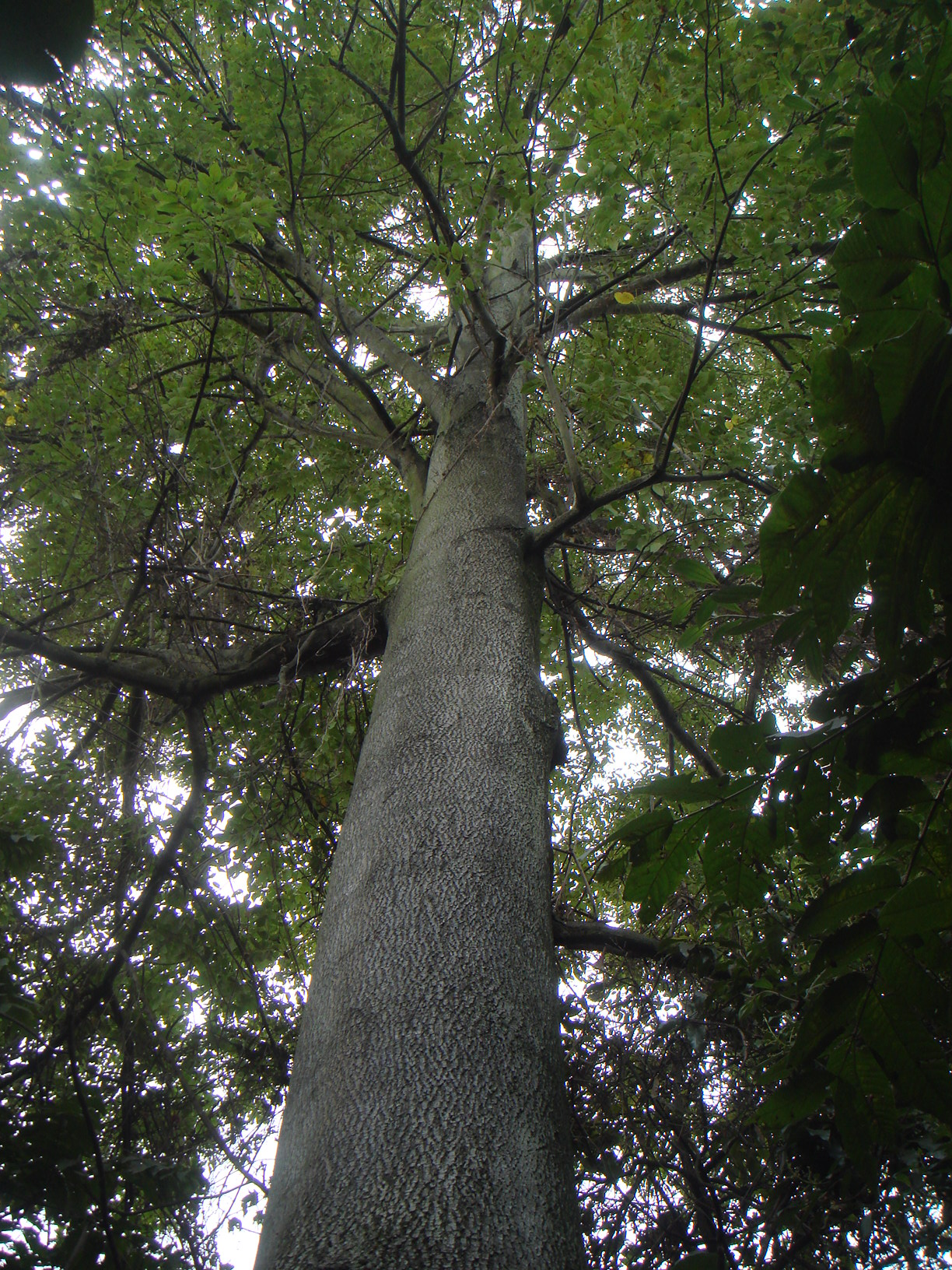
Fraxinus chinensis
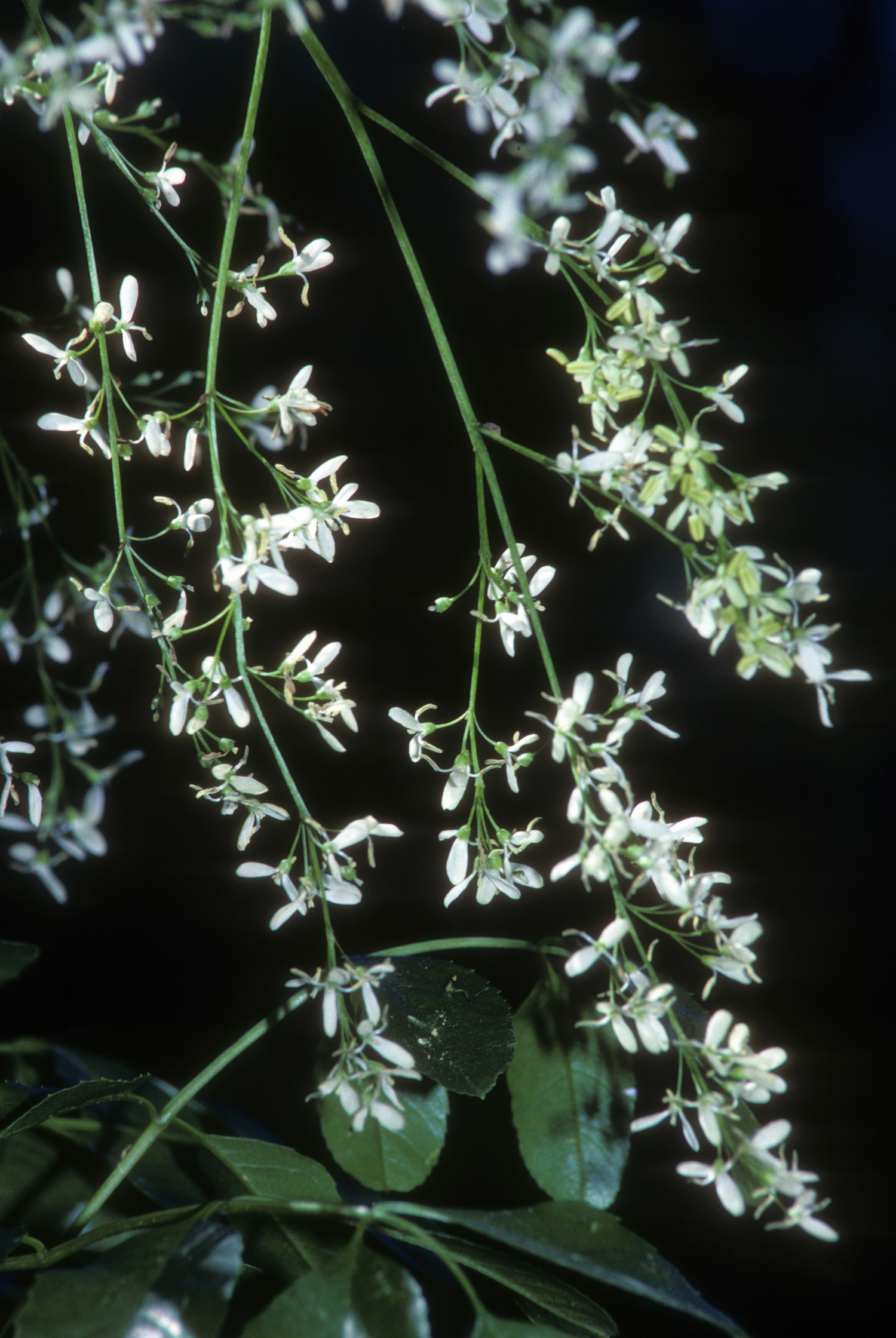
Fraxinus dipetala
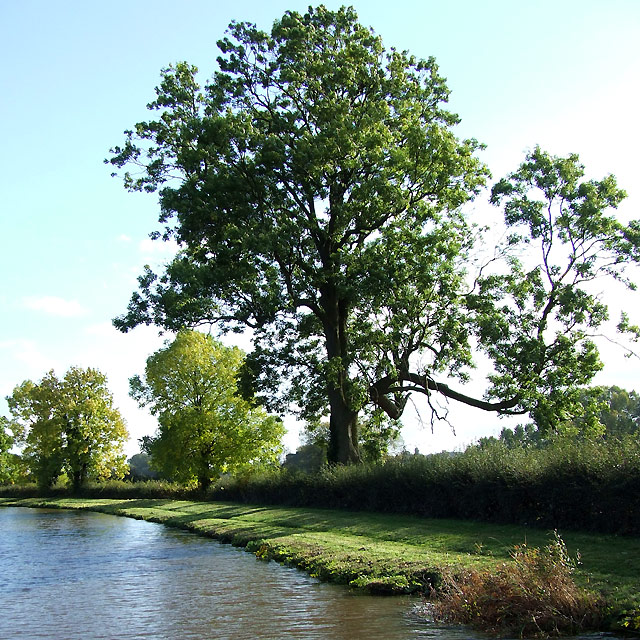
Fraxinus excelsior
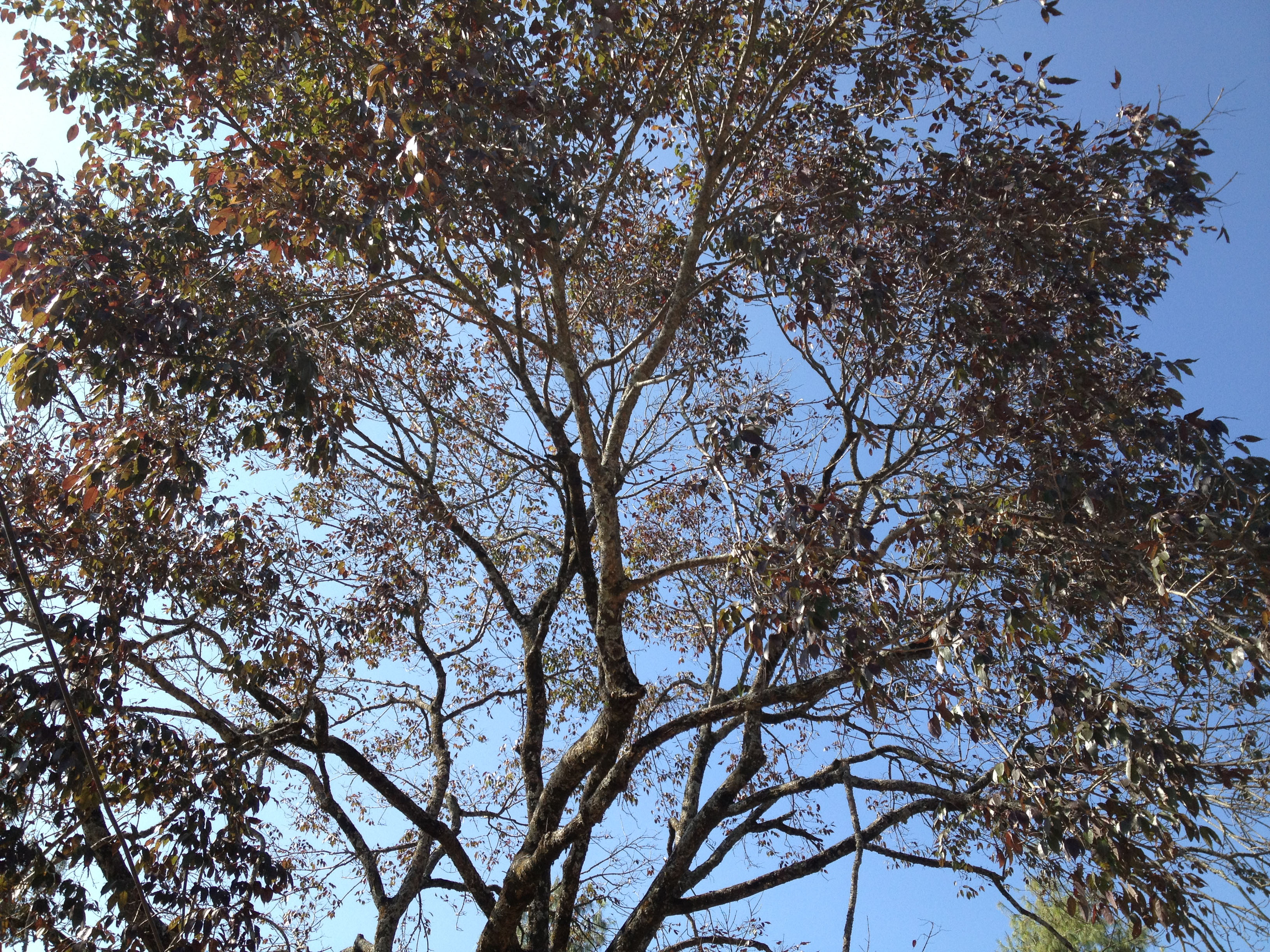
Fraxinus floribunda
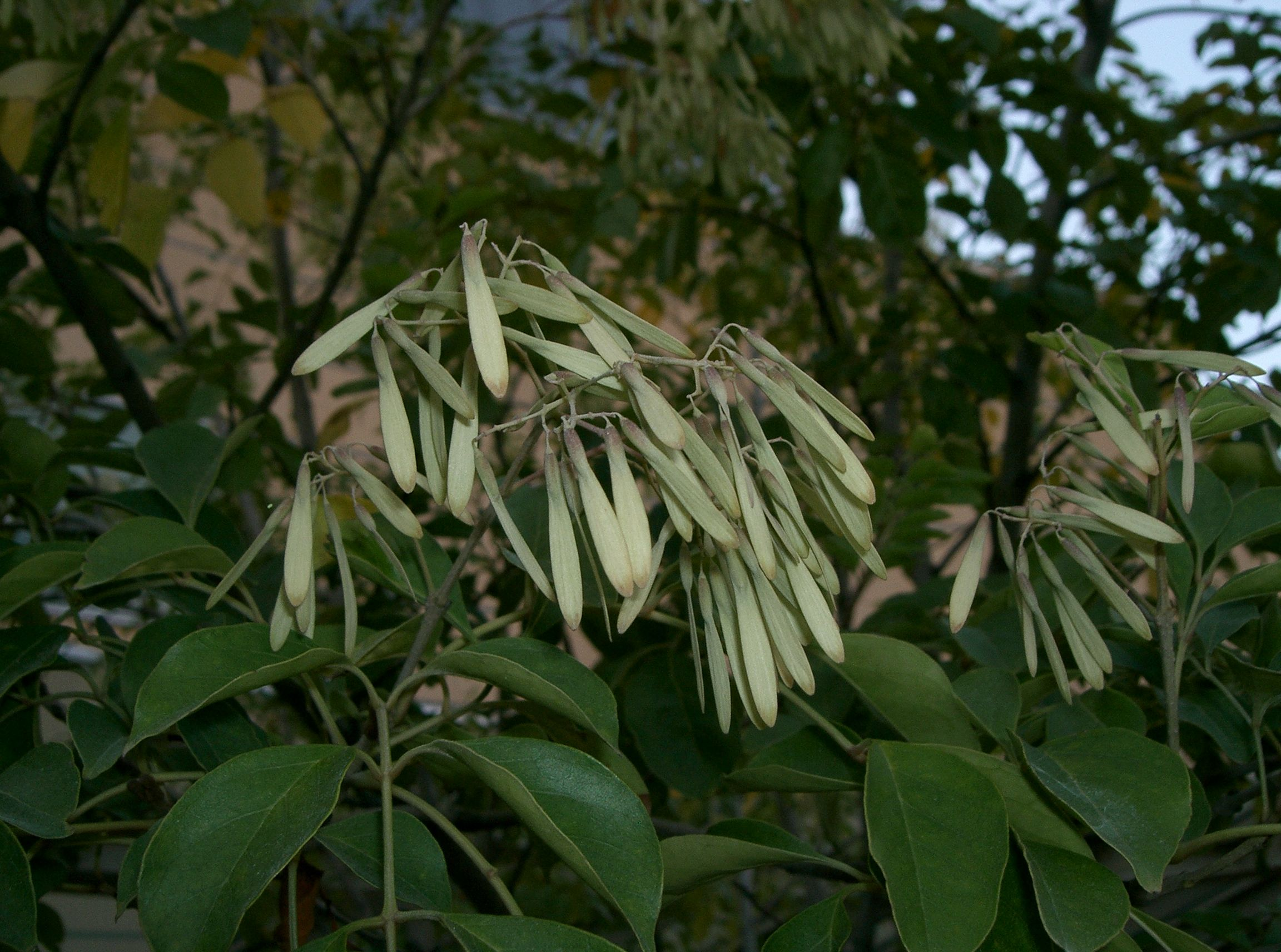
Fraxinus griffithii
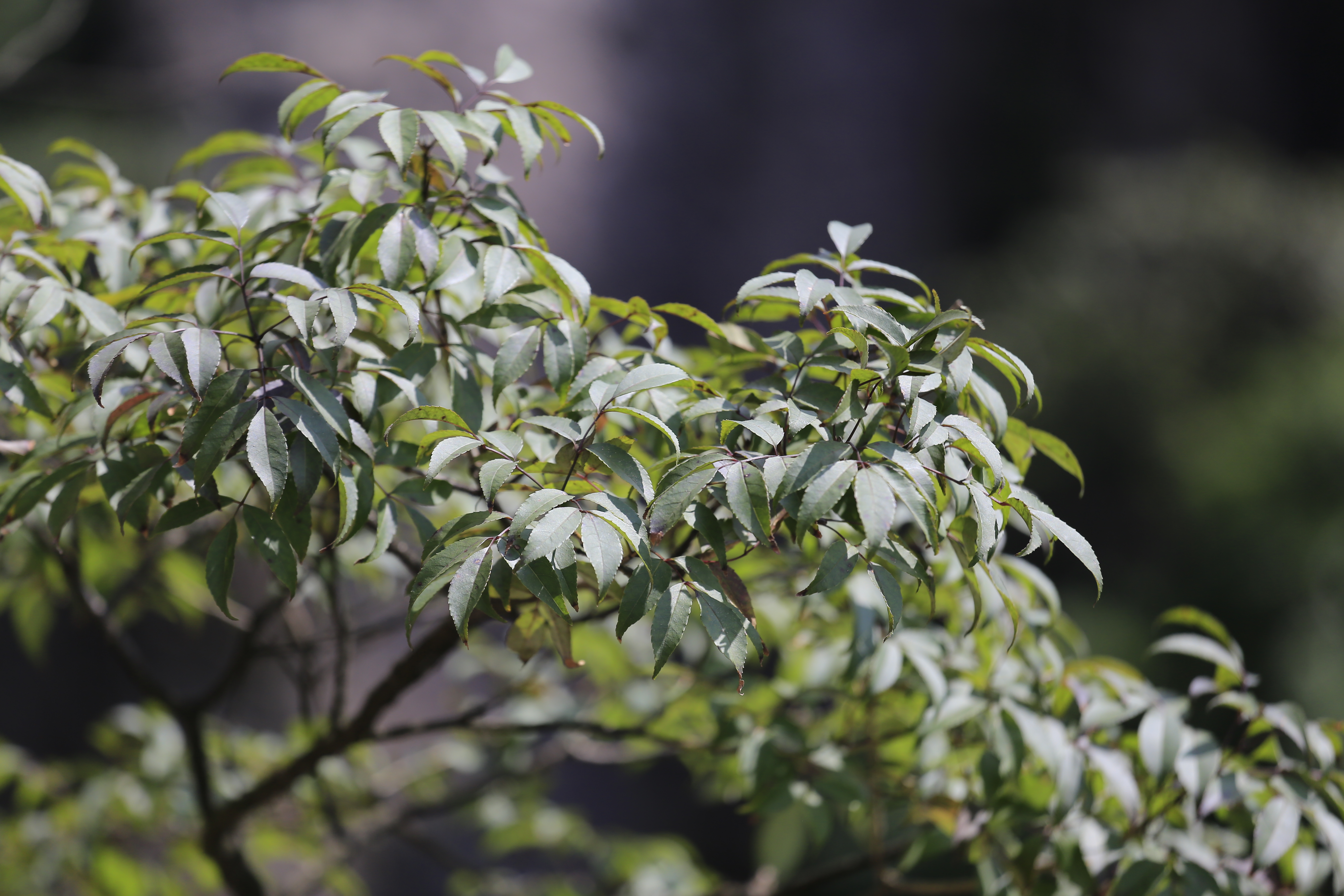
Fraxinus insularis
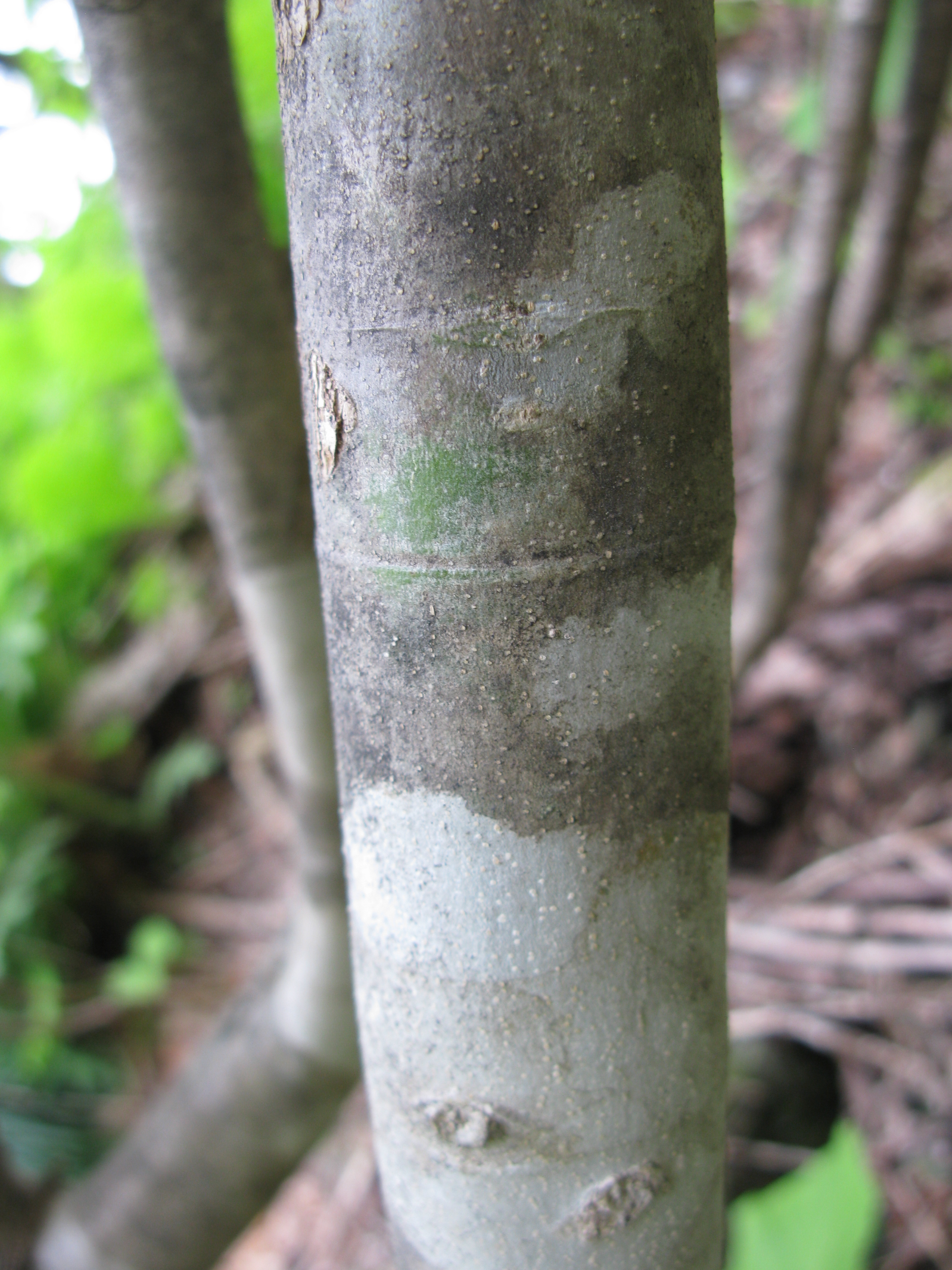
Fraxinus lanuginosa
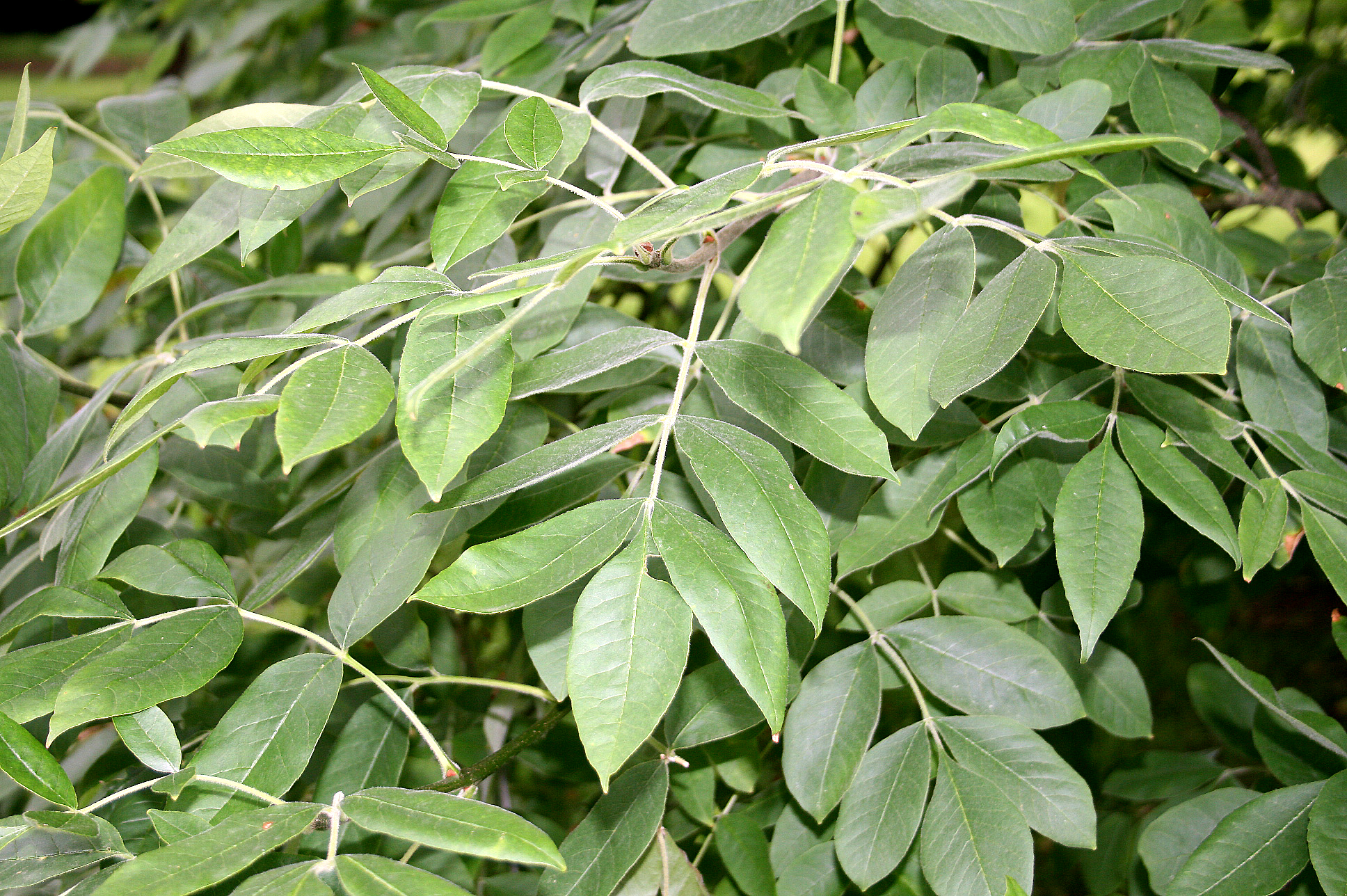
Fraxinus latifolia
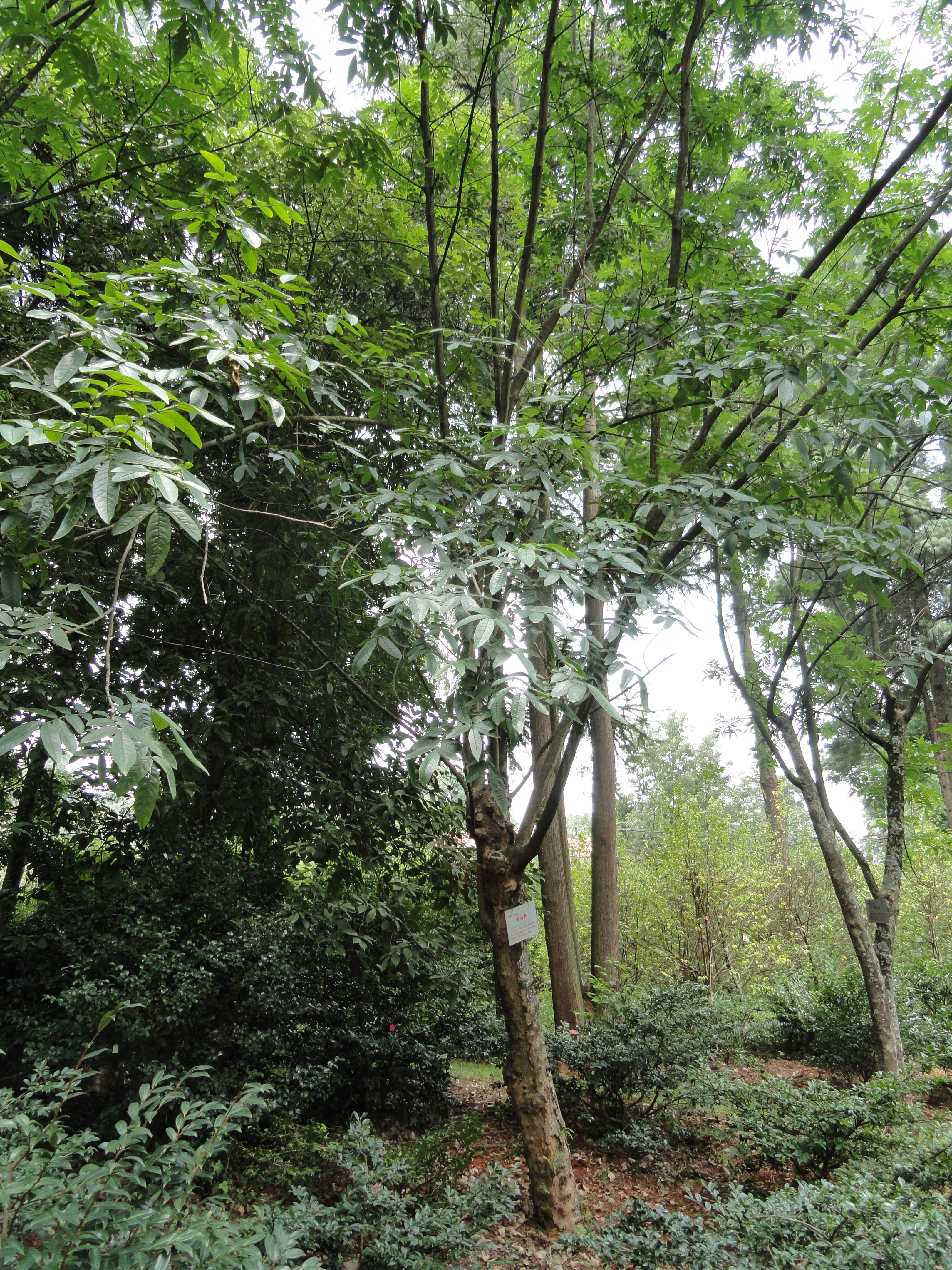
Fraxinus malacophylla
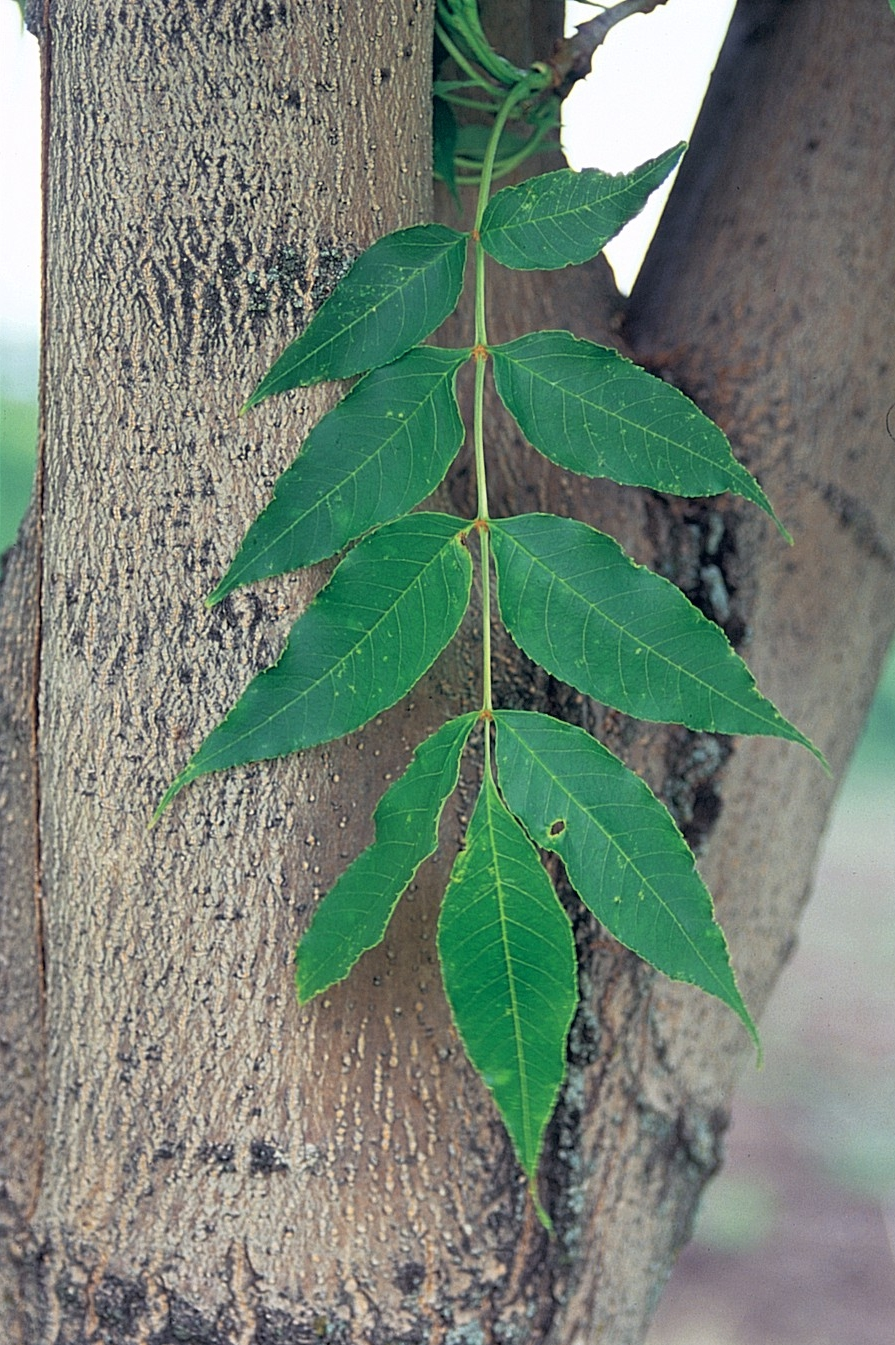
Fraxinus mandschurica
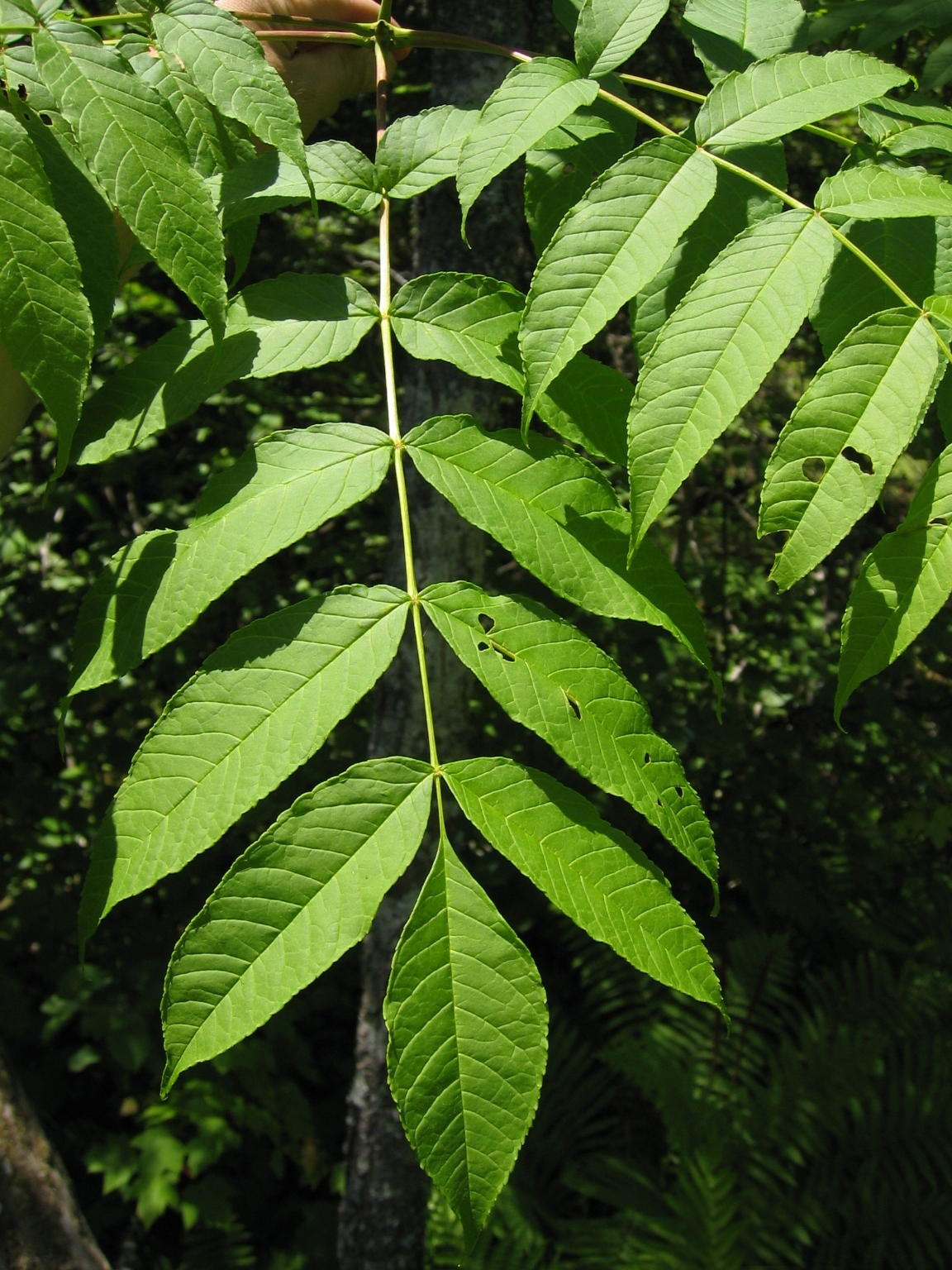
Fraxinus nigra
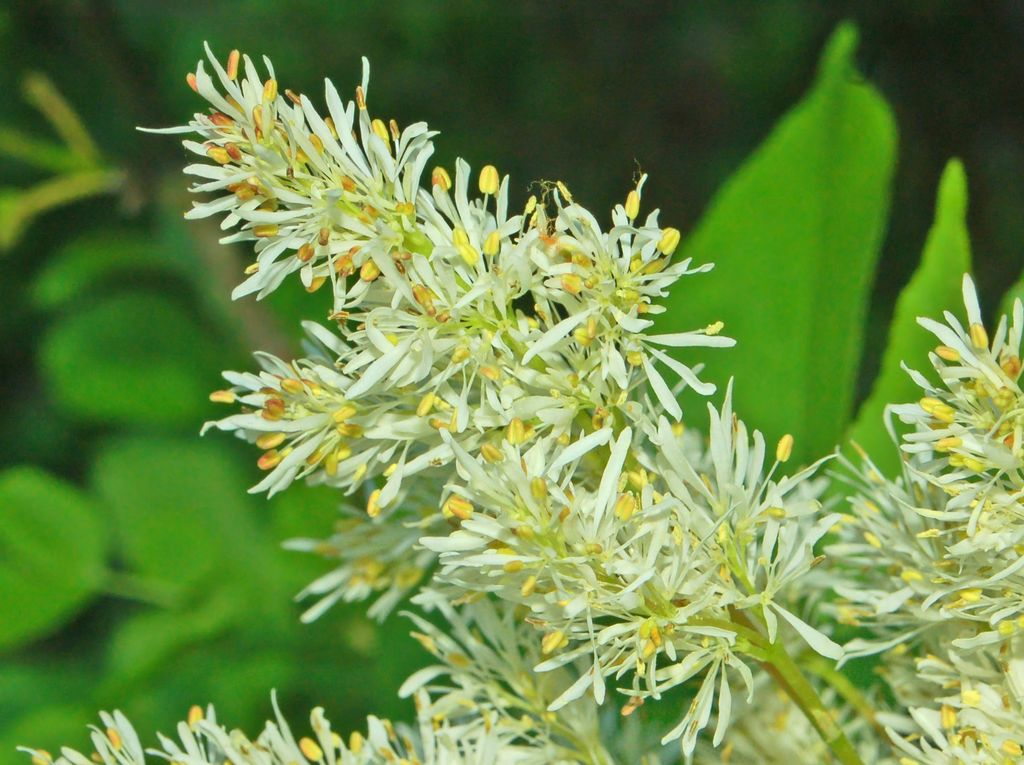
Fraxinus ornus
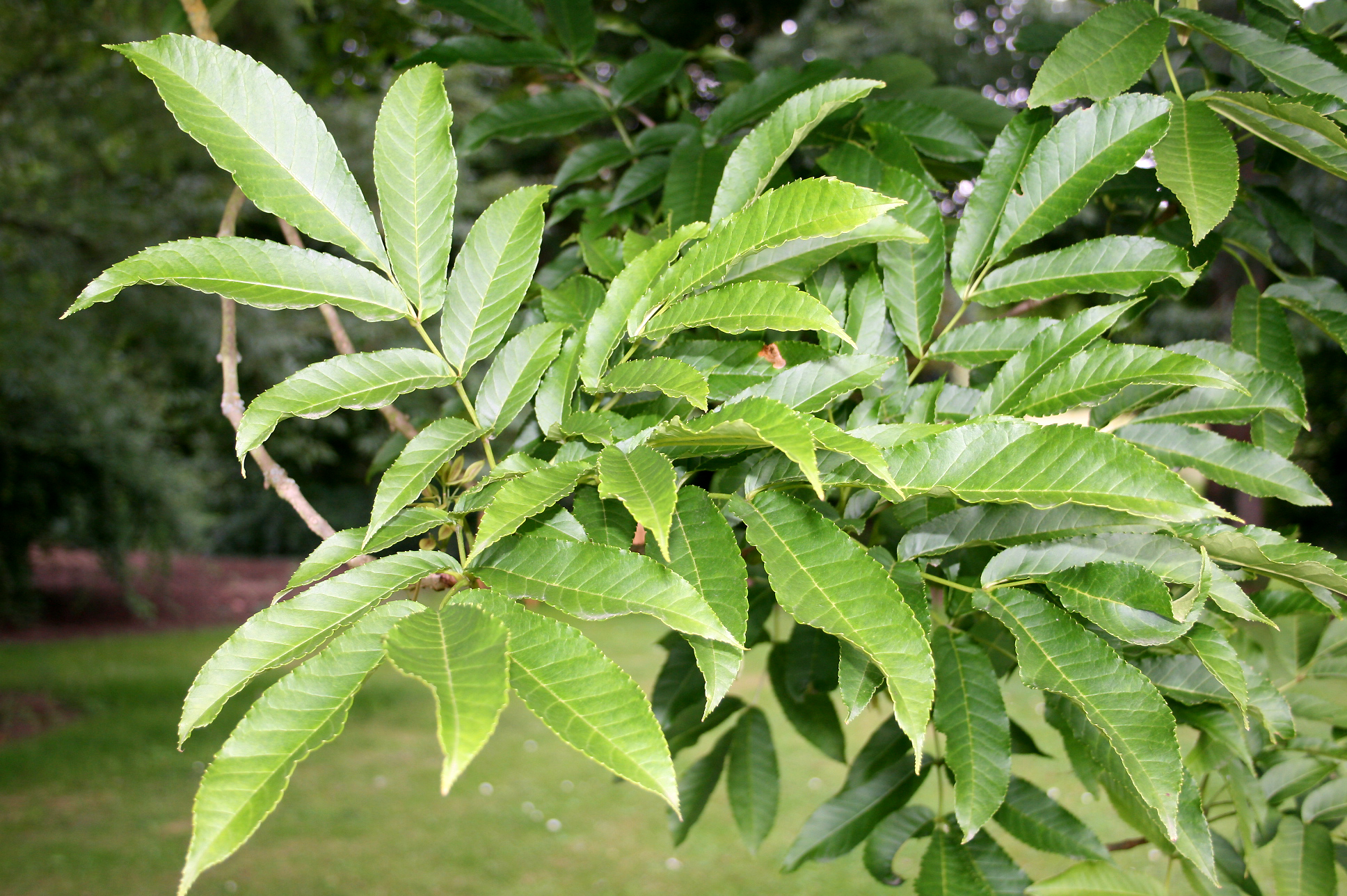
Fraxinus platypoda
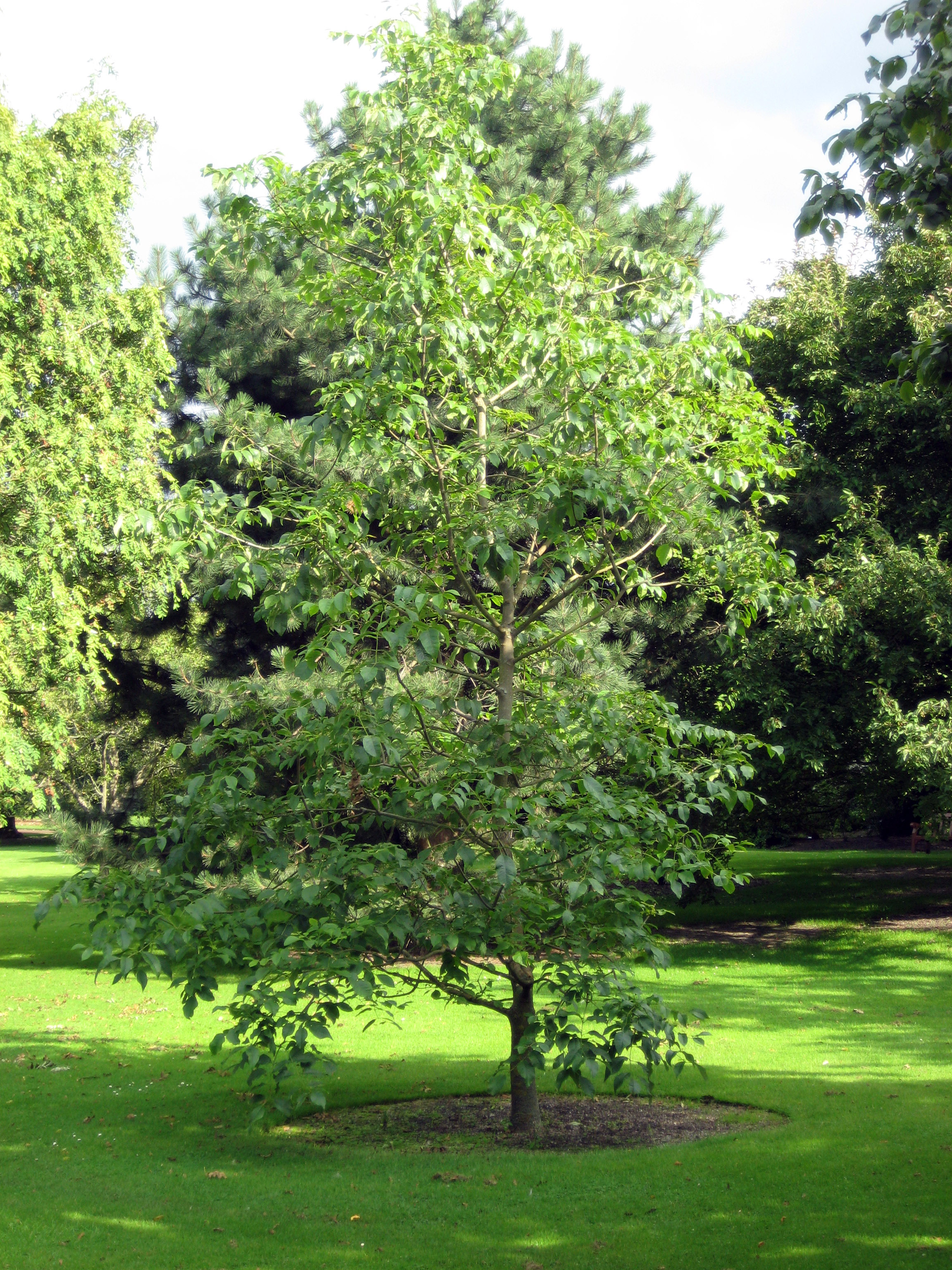
Fraxinus profunda
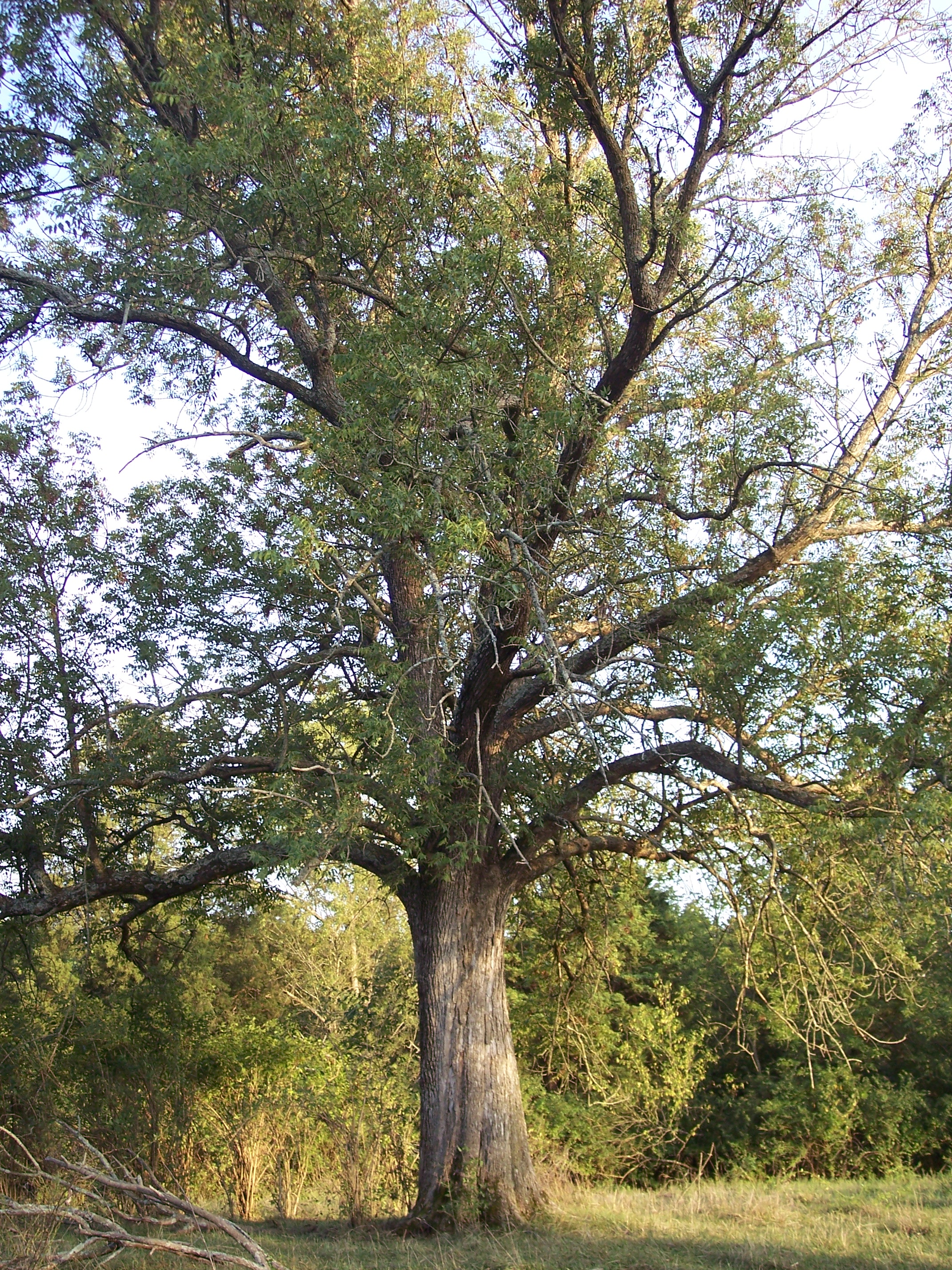
Fraxinus quadrangulata
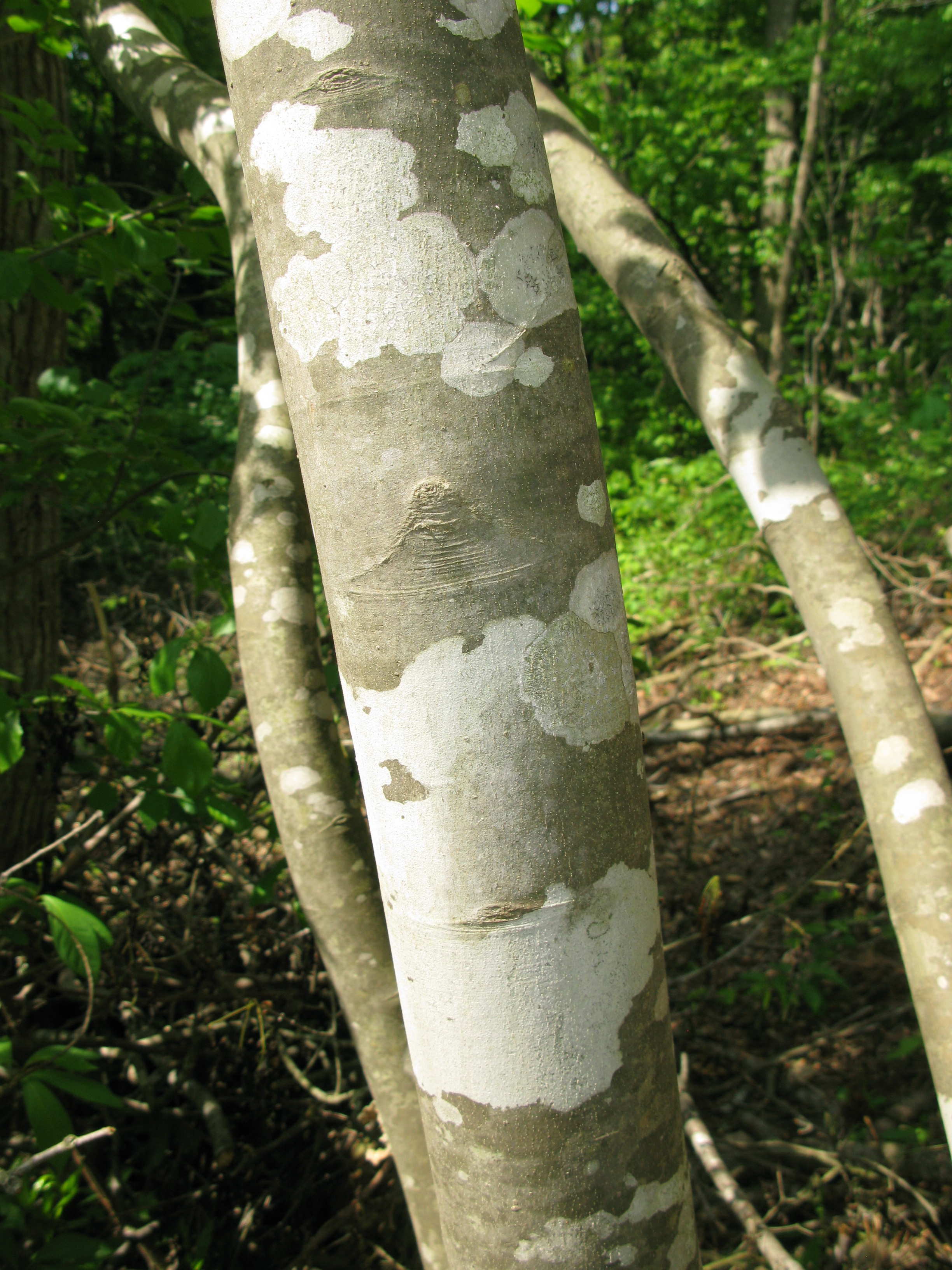
Fraxinus sieboldiana
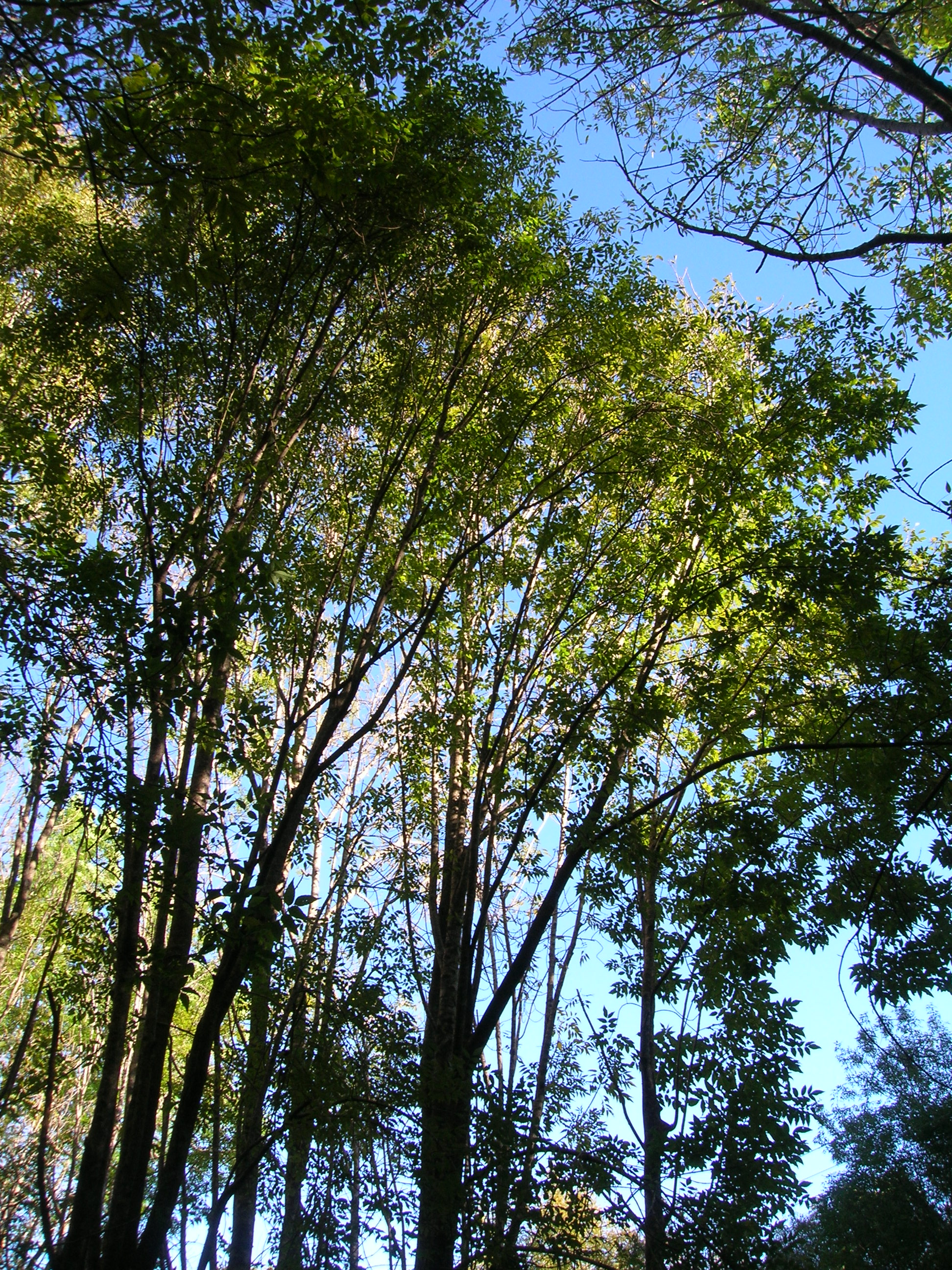
Fraxinus uhdei
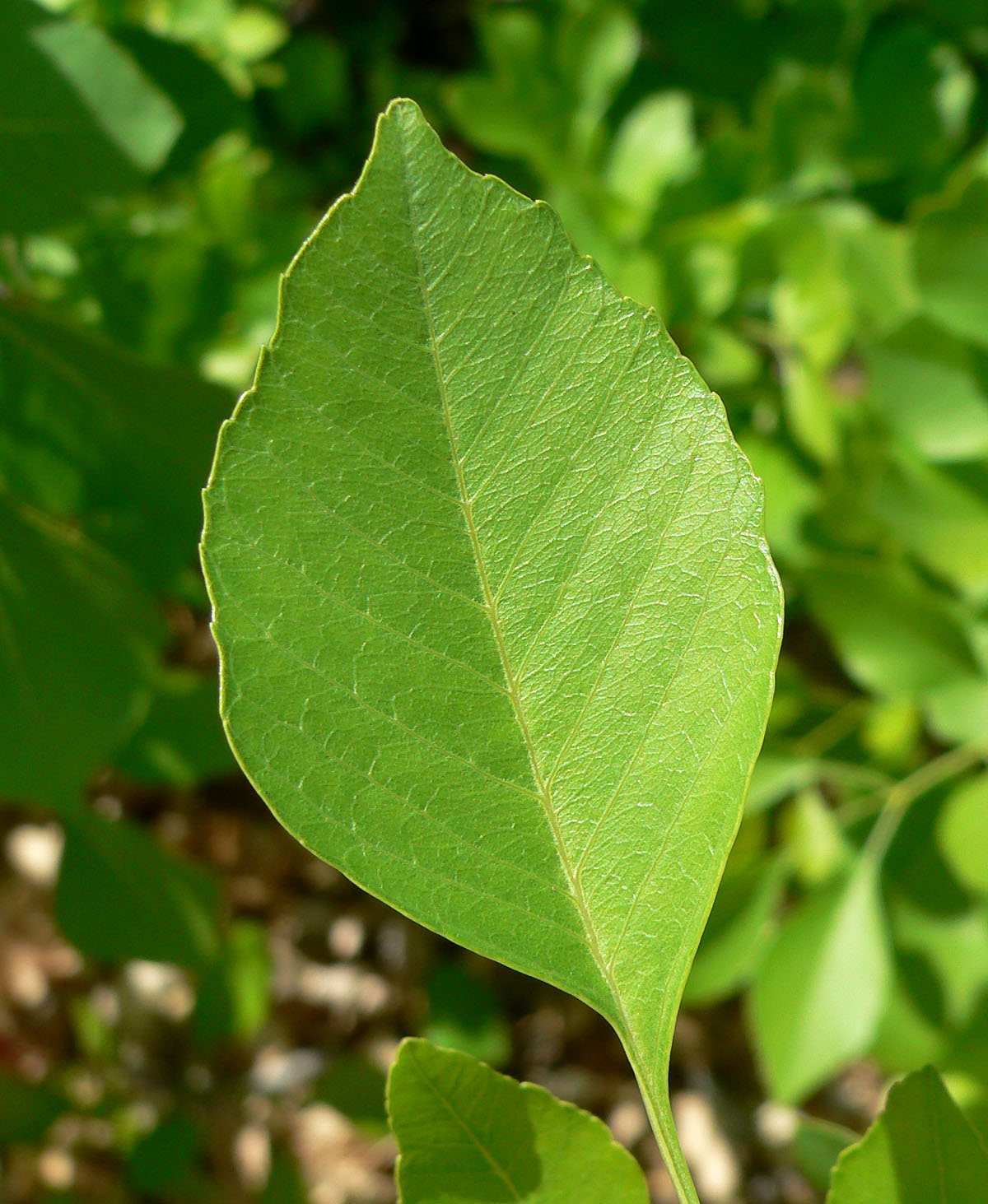
Fraxinus velutina

### Specie spontanee italiane
Per meglio comprendere ed individuare le varie specie del genere (solamente per le specie spontanee della flora italiana) l'elenco seguente utilizza in parte il sistema delle chiavi analitiche (vengono cioè indicate solamente quelle caratteristiche utili a distingue una specie dall'altra).
- Gruppo 1A: i segmenti delle foglie sono 2 - 3 volte più lunghi che larghi; la fioritura è successiva alla comparsa delle foglie; la corolla è formata da 4 petali bianchi;

- Fraxinus ornus L. - Frassino da manna: l'altezza varia da 1 a 10 metri; il ciclo biologico è perenne; la forma biologica è fanerofita arborea (P scap), ma anche fanerofita cespugliosa (P caesp); il tipo corologico è Euri-Nord Mediterraneo / Pontico; l'habitat tipico sono le boscaglie degradate nell'area submediterranea; la distribuzione sul territorio italiano è completa fino ad un'altitudine di 1400 m s.l.m..

- Gruppo 1B: i segmenti delle foglie sono 3 - 5 volte più lunghi che larghi; la fioritura è antecedente alla comparsa delle foglie; la corolla è assente;

- Gruppo 2A: le gemme sono colorate di nero o nero-bruno; i segmenti delle foglie hanno un numero maggiore di dentelli rispetto alle nervature secondarie;

- Fraxinus excelsior L. - Frassino comune: l'altezza varia da 8 a 40 metri; il ciclo biologico è perenne; la forma biologica è fanerofita arborea (P scap); il tipo corologico è Europeo Caucasico; l'habitat tipico sono i boschi riparii (che crescono lungo le sponde dei corsi d'acqua) e le forre umide; la distribuzione sul territorio italiano è al Nord e al Centro fino ad un'altitudine di 1500 m s.l.m..

- Gruppo 2B: le gemme sono colorate di verde-bruno; i segmenti delle foglie hanno un numero di dentelli più o meno uguale alle nervature secondarie;

- Fraxinus angustifolia Vahl. - Frassino meridionale (Fraxinus oxycarpa Bieb. nella "Flora d'Italia"): l'altezza varia da 5 a 25 metri; il ciclo biologico è perenne; la forma biologica è fanerofita arborea (P scap); il tipo corologico è Sud Est Europeo (Pontico); l'habitat tipico sono i boschi umidi e le forre; la distribuzione sul territorio italiano è completa al Sud e discontinua al Nord fino ad un'altitudine di 1000 m s.l.m..

### Specie spontanee europee
In Europa e nell'areale del Mediterraneo sono presenti le seguenti specie:
- Fraxinus angustifolia Vahl, 1804 - Distribuzione: Europa mediterranea, Anatolia, Siria e Magreb
- Fraxinus dimorpha  Coss. & Durieu, 1855 - Distribuzione: Magreb
- Fraxinus excelsior  L., 1753 - Distribuzione: Europa (da Sud a Nord), Anatolia e Transcaucasia
- Fraxinus x josephii  Sennen, 1925 - Distribuzione: Spagna
- Fraxinus ornus  L., 1753 - Distribuzione: Europa mediterranea e Anatolia, Transcaucasia e Siria
- Fraxinus pallisae  Wilmott, 1916 - Distribuzione: Penisola dei Balcani, Ucraina e Transcaucasia
- Fraxinus pennsylvanica  Marshall, 1785 - Distribuzione: Europa centrale (specie esotica naturalizzata)

### Sinonimi
L'entità di questa voce ha avuto nel tempo diverse nomenclature. L'elenco seguente indica alcuni tra i sinonimi più frequenti:
- Aplilia Raf.
- Calycomelia Kostel.
- Fraxinoides  Medik.
- Leptalix  Raf.
- Mannaphorus  Raf.
- Meliopsis  Rchb.
- Ornanthes  Raf.
- Ornus  Boehm.
- Petlomelia  Nieuwl.
- Samarpses  Raf.

## Coltivazione

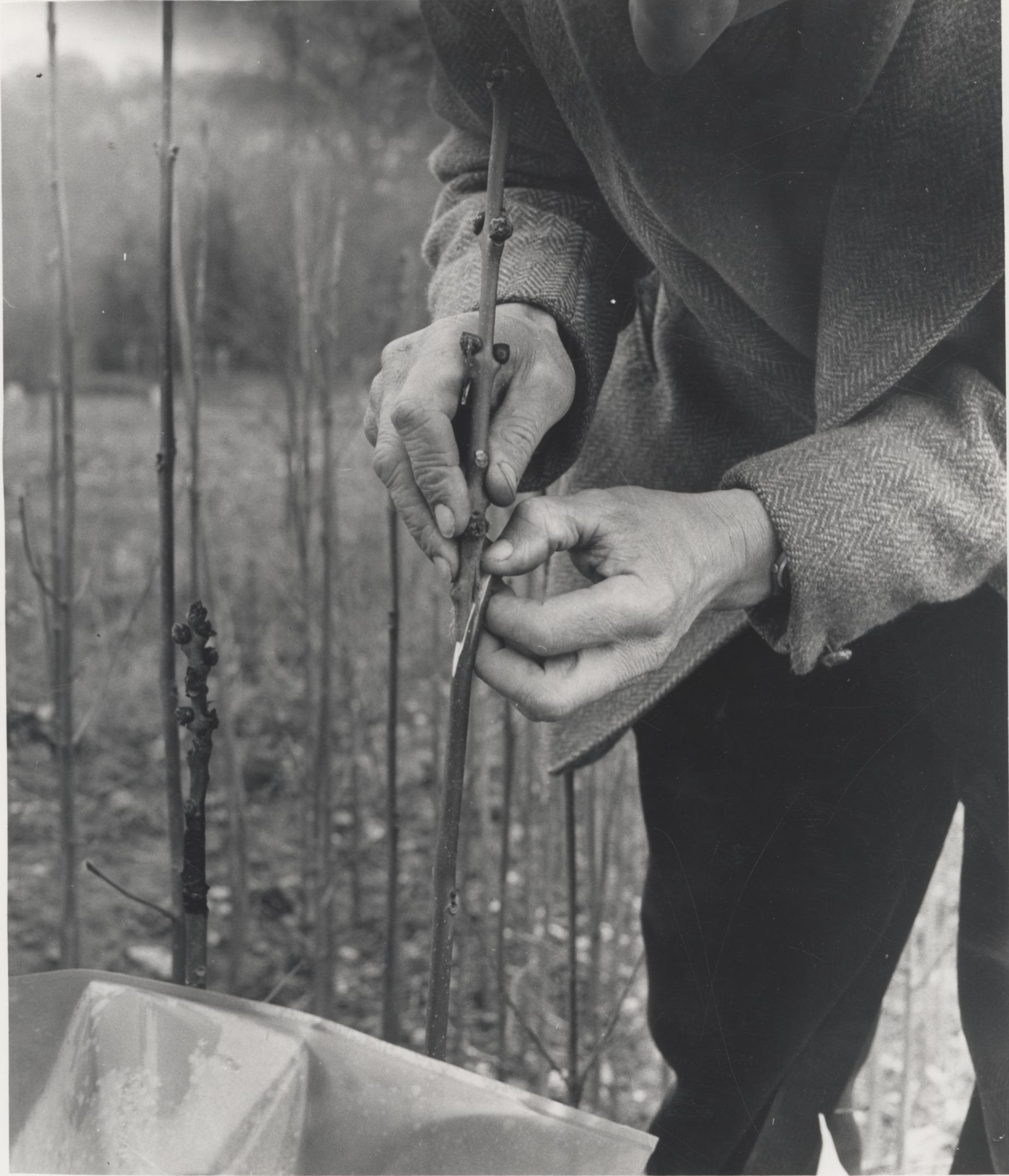
Un pollone selezionato di frassino sta per essere innestato su un rizoma di pianticella di tre anni

Il frassino gradisce generalmente esposizione in pieno sole o mezz'ombra, si adatta a qualunque tipo di terreno purché profondo e fresco, sopporta bene i terreni umidi e con scarso drenaggio; per le specie coltivate come piante ornamentali occorre prevedere un buon apporto idrico nella stagione secca e la lotta contro i frequenti parassiti; la moltiplicazione avviene con la semina e il trapianto di piantine di 2-4 anni.

## Esemplari monumentali

### In Italia
Il frassino monumentale più grande d’Italia si trova in Sicilia, più precisamente, a Petralia Sottana (Contrada Puntaloro) .

## Avversità
- Le foglie possono subire attacchi da parte di insetti adulti e larve di coleotteri e lepidotteri
- La corteccia può subire notevoli danni per le gallerie scavate dai coleotteri del genere Lepersinus
- Le foglie e i rametti vengono facilmente attaccati dall'Oidio o Mal bianco
- Il legno può subire attacchi molto gravi dai funghi della Carie del legno che distruggendo la lignina danneggiano irreparabilmente il legname, con enormi danni economici.

## Proprietà medicinali
- I frutti, le foglie, le radici e la corteccia di frassino hanno proprietà leggermente lassative, diuretiche, antinfiammatorie, antireumatiche, antiartritiche. L'analisi chimica giustifica queste proprietà con la presenza di cumarine (fraxina, fraxetina, frassinolo, esculetina) e di flavonoidi (quercetina, rutina, idrossiframoside), che inibiscono la produzione di mediatori infiammatori endogeni come le prostaglandine.
- Dalla linfa che sgorga dalle ferite del tronco di alcune specie, come il F. excelsior ed in special modo il F. ornus, si estrae una sostanza chiamata manna.

## Il legno di frassino

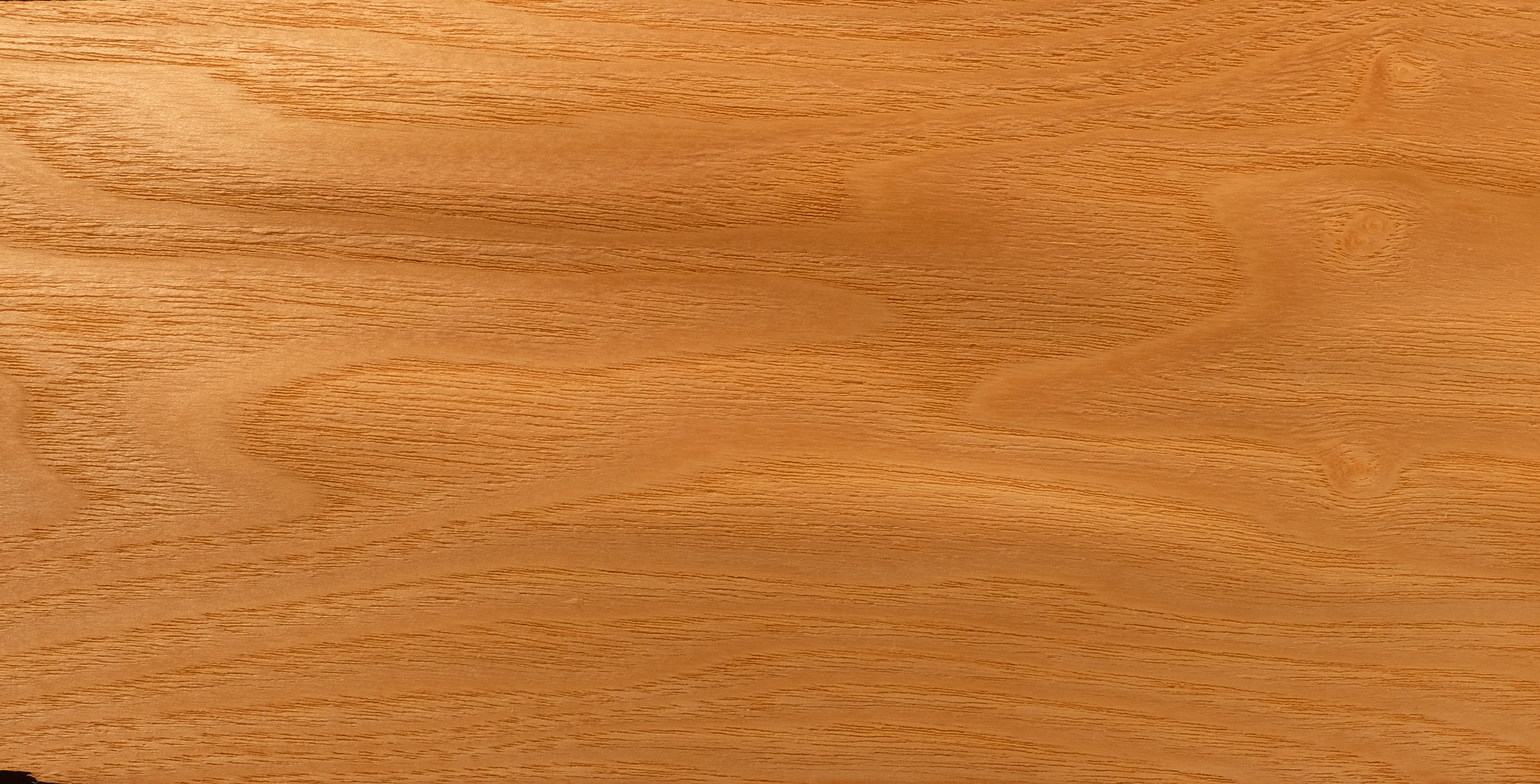
Legno di frassino comune

Il legno di frassino è largamente utilizzato perché è robusto e nello stesso tempo leggero e flessibile. In passato era impiegato per la realizzazione dei raggi delle ruote in legno dei carri agricoli a trazione animale e per la realizzazione di archi, racchette da tennis e da neve; attualmente con il legno di frassino si fabbricano sci, eliche per aeroplani, vari utensili per giardinaggio, manici per martelli, strumenti musicali e molti altri oggetti che richiedono un legno forte e resistente.
Il legno di frassino è anche un ottimo combustibile e i tronchi di questa pianta possono ardere bene anche quando sono ancora freschi, perché contengono una sostanza infiammabile.
In Italia, si trova il frassino maggiore che abbonda nei boschi e produce ottimo legname. È noto anche il frassino orniello, dalla cui corteccia si ricava la manna.

## Il frassino nella cultura
Il frassino assume un ruolo simbolico nella mitologia norrena dove è noto come Yggdrasil ovvero "Albero del Mondo". Il primo essere vivente di sesso maschile, Askr, prende vita da un tronco di frassino.
Gli Slavi credevano invece che il suo legno fosse una buona arma con cui ferire o uccidere un vampiro.
Per i Celti il frassino era carico di significati. Simbolo di rinascita, trasformazione ed iniziazione era usato dai druidi in varie cerimonie rituali. Esso era associato ai giovani guerrieri ai quali veniva consegnata una lancia con cui il giovane avrebbe superato una serie di prove. Era apprezzato per le sue qualità magiche e miracolose, quindi aveva valenza apotropaica (rimedio contro il malaugurio scagliato dalle donne contro gli uomini, antidoto per i pastori al fine di allontanare i serpenti dalle greggi).
In Irlanda la leggenda vuole che Fintan Mac Bochra, druido primordiale che giunse nell'isola con la prima invasione mitica e unico a sopravvivere al Diluvio trasformandosi in salmone, piantasse cinque alberi magici che avevano il compito di segnare i confini delle province (Leinster, Munster, Connaught, Ulster e Meath): tre erano frassini. Per i guerrieri celti il frassino era il pilastro al centro dell'Irlanda.
Viene citato anche nell'Iliade come l'essenza dell'asta di Achille, costruita appunto col Frassino del monte Pelio.
Negli Stati Uniti il legno di frassino è molto diffuso e per le sue proprietà elastiche è il legno con cui si producono le mazze da baseball.
In araldica il frassino è simbolo di padronanza assoluta per la sua capacità, si dice, di elevarsi potente sino a sacrificare tutti gli alberi che gli stanno dattorno, con la sola eccezione dell'olmo.